# ファイナルファンタジーX
『ファイナルファンタジーX』（ファイナルファンタジーテン、FINAL FANTASY X、略称: FFX、FF10）は、スクウェア（現スクウェア・エニックス）が発売したコンピュータRPG。
日本国内では2001年7月19日にPlayStation 2（PS2）専用ソフトとして発売された。ファイナルファンタジーシリーズのナンバリングタイトル第10作目にあたる。

## 概要
2000年1月29日に開催されたイベント「スクウェア・ミレニアム」において、『ファイナルファンタジーIX』『ファイナルファンタジーXI』と共に発表された。PlayStation 2（PS2）におけるファイナルファンタジーシリーズ最初の作品である。
当初は2001年3月末発売予定だったが、グラフィックの強化（高解像度に変更）に伴い、同年7月に発売延期した。この延期と映画の開発遅延などによってスクウェアは赤字転落。無配になったため、副社長だった坂口が引責辞任している。
同シリーズとしては初めてキャラクターボイスが採用され、主要キャラクターについてはフルボイスが実現されている。PS2のハードウェア性能によりグラフィックや演出は過去作より向上を見せており、「フェイシャルモーション」と呼ばれる技術により、セリフの内容や状況に応じて表情変化をすることでキャラクターの複雑な心境を表現している。
PS2のタイトルとしては初めてダブルミリオンを記録した。PS2版は全世界累計850万本を販売した。
ファイナルファンタジーXシリーズ（X-2、X|X-2を含む）は全世界で全プラットフォームにおける2110万本以上の売り上げを記録している。
通常版（日本語版）にはDVD-Video『THE OTHER SIDE OF FINAL FANTASY』が付属し、開発途中の設定資料、天野喜孝のイメージイラスト、主要スタッフや声優のインタビューなどを収録している。
インターナショナル版（英語版）には『THE OTHER SIDE OF FINAL FANTASY 2』が付属している。
本作の発売当初に放映されたスクウェアのTV CMには、滝沢秀明が出演した（CMは全2タイプ）。2タイプのCMに共通して使われたキャッチフレーズは「僕たちは、運命に立ち向かった」。
ファイナルファンタジーシリーズはこれまで基本的に各作品が独立した1話完結の形態を取っていたが、本作には同シリーズで初めて物語上での続編となる作品『ファイナルファンタジーX-2』が作られ、2003年3月13日に発売された。
オリジナル版の廉価版は2003年1月16日発売の「MEGA HITS!」と2005年9月8日発売の「アルティメットヒッツ」の2つがあり、後者は更に『ファイナルファンタジーX-2』とのセット『FFX/FFX-2 アルティメット ボックス』（FINAL FANTASY X/X-2 ULTIMATE BOX）もある。インターナショナル版の廉価版も「アルティメットヒッツ」として2007年1月25日に発売されている。
2012年12月18日にネット限定販売で、FFIからFFXIIIまでのナンバリングソフト（FFI・FFII・FFIV〜FFIXはPS、FFIIIはPSP、FFX〜FFXIIはPS2、FFXIIIはPS3）、及びFF25周年記念CDやレプリカ等の限定アイテムをセットにした特別パッケージ『ファイナルファンタジー 25th アニバーサリー アルティメットボックス』（FINAL FANTASY 25th ANNIVERSARY ULTIMATE BOX）が発売された。

### 各機種への移植略歴
2011年9月14日に行われたPlayStation Vita（PS VITA）の発表会で、PlayStation 3（PS3）ならびにPS VITA向けにHDリマスター移植されることが明らかになった。
2013年12月26日にはHDリマスター版『ファイナルファンタジーX HDリマスター』（FINAL FANTASY X HD Remaster）としてPS3用、PS VITA用、2015年5月14日にPlayStation 4（PS4）用ソフトとしてそれぞれのハードに移植。2016年5月13日には更に機能追加されたWindows版がSteamで配信された。2019年4月11日にはNintendo Switch版およびXbox One版も発売された。PS VITA版以外は続編の『ファイナルファンタジーX-2』とのバンドル『ファイナルファンタジーX|X-2 HDリマスター』（FINAL FANTASY X|X-2 HD Remaster）で販売されている。
リマスター版はインターナショナル版をベースとしていくつかの新要素が追加された他、BGMのアレンジ等がされている。

## キャッチフレーズ
本作のキャッチフレーズは4つ存在する。
私、『シン』を倒します。必ず倒します。
公式キャッチコピーで、オリジナル版のパッケージ裏面にも書かれており、この台詞は本編にてユウナが連絡船リキ号からキーリカの惨状を見た際に言ったもの。パッケージの裏面は異界送りをしている時の彼女を背景とし、異界送りを始めるシーンがモノクロで重ねられているデザインとなっている。
世界一ピュアなキス。
僕達は、運命に立ち向かった。
PlayStation 2のCM枠で打ったコピー。
僕は、また、泣けるだろうか。僕は、まだ、泣けるだろうか。
HD Remasterのキャッチフレーズ。

## システム

### フィールド
過去のシリーズ全てに存在した「自由に動き回れるワールドマップ」は廃止され、マップは一本道の細長い形状に統一された。フィールドを歩く内に隣り合った土地に移動したり、飛空艇のメニューから瞬時に各地へ移動する。
フィールドは3Dで描かれ（一部を除く）、キャラクターの移動に合わせてカメラアングルが変化する。開発中は同時発表された『FFXI』同様に視点を自由に回転できたが、画面酔いしすぎてプレイできないという直良有祐の強い要望で、カメラの動きが制限されたものが発売された。坂口博信の『ロストオデッセイ』でも採用されている。

### カウントタイムバトル (CTB)
本作ではそれまでの作品で使用されていたATBに替わって、CTB（Count Time Battle）という新しいシステムが採用された。ターンの概念がない点はATBと同じであるが、いずれかのキャラクターが行動している時に全体で時間が停止するのが最大の違いである。コマンド入力状態となったキャラクターが何らかの行動を起こした後、そのキャラクターの待機時間には素早さのパラメータとコマンドに設定された倍率値から算出した次の行動までの時間が設定され、その上で全体の時間が進行する。コマンド選択時に各キャラクターの行動順番を参照することができる。このシステムにより、ターン制の概念を脱却しつつ、ATBのように時間に追われることがなくなった。
戦闘に参加できるキャラクターは3名だが、随時パーティにいる控えのキャラクターと入れ替えることが出来るのも特徴（入れ替え行動にペナルティ要素は無い。ただし、1度でも戦闘に参加して何らかのコマンドを実行しない限り、そのキャラクターにアビリティポイントが加算されない）。水中でのバトルはティーダ、ワッカ、リュックの3人のみ。
バトルの数値的スケールが大きくなっており、最大値として、キャラクターのHPが99,999、MPが9,999、一撃のダメージが99,999、と、これまでのシリーズより1桁多い限界値となっている（キャラクターは「○○限界突破」というアビリティ装着時のみ、一部の召喚獣のダメージは後述する“七曜の武器”の成長による）。ただし一撃のダメージだけはそれ以前の作品でも5桁のダメージは与えることが出来るものもあり、全ての攻撃で5桁+表示も5桁となったのは本作品が最初である。敵の攻撃の中には設定上ダメージ量が40万を超えて実質的に回避不能な即死攻撃（召喚獣の「まもる」でも99,999ダメージとなる）として存在している物もある。
なお、本作のCTBは、戦闘不能になったバトルメンバーは行動できないため、他のキャラクターと交代することができない。そのため、バトルメンバー3名が戦闘不能になると、他のキャラクターが戦える状態でもゲームオーバーとなる。

### オーバードライブ
敵から受けるダメージの蓄積や、HPが減って瀕死状態になる等の条件によって発動可能な特殊技は過去のシリーズにも存在したが、今回「オーバードライブ」と呼ばれるそのシステムは大幅に拡張された。
- ティーダ - 「剣技」
- ユウナ - 「マスター召喚」
- ワッカ - 「スロット」
- ルールー - 「テンプテーション」
- キマリ=ロンゾ - 「敵の技」
- アーロン - 「秘伝」
- リュック - 「調合」[8]

オーバードライブゲージが最大値になることで強力な特殊技が使えることは同じだが、ゲージの溜まり方は様々なバリエーションがある。プレイヤーキャラクターについては以下に挙げる「オーバードライブタイプ」と呼ばれるゲージ蓄積条件の中から選択でき、状況によってタイプをうまく使い分けることで効率のよい攻撃が可能となる。初期状態では「修行」のみとなっており、それ以外は対応する行動を何度も行って習得する。
- 修行 - 敵から受けたダメージに応じて蓄積される。
- 闘志 - 敵にダメージを与えることで蓄積される。
- 憤怒 - 仲間がダメージを受けることで蓄積される。
- 慈愛 - 仲間のHPを回復させることで蓄積される。
- 策略 - 敵に不利なステータス変化を起こさせることで蓄積される。
- 窮地 - 不利なステータス変化をさせられることにより蓄積される。
- 華麗 - 敵の攻撃を回避すると蓄積する。
- 悲哀 - 味方が戦闘不能になることにより蓄積される。
- 凱歌 - 敵を倒した際に蓄積される。
- 英雄 - HPがダメージの3倍より大きい敵、もしくは最大HP10,000以上の敵を倒すと蓄積される。
- 磐石 - 敵のステータス変化を無効化することにより蓄積される。
- 勝利 - 戦闘パーティーにいる状態で戦闘に勝利することにより蓄積される。
- 恥辱 - 戦闘で逃げた際に蓄積される。
- 対峙 - 自分のターンが回ってきたときに蓄積される。
- 苦闘 - ステータス異常中にターンが回ってくることで蓄積される。
- 危機 - 現在HPが最大の25%以下でターンが回ってくると蓄積される。
- 孤高 - 戦える味方が自分のみの状況でターンが回ってくると蓄積される。

召喚獣のオーバードライブタイプはプレイヤーキャラクターにおける「修行」と「闘志」を組み合わせた物であるが、敵の攻撃を回避しても受けた時と同じだけ加算されるという違いがある。
発動条件であるオーバードライブゲージの最大値はプレイヤーキャラクターは100、召喚獣では20である。

### 召喚獣
前作までの召喚魔法は、美麗なグラフィックが名物となった一方、発動時間が長いことや、ゲーム終盤になるとあまり役立たないといった欠点が指摘されていた。本作で召喚獣の役割は大幅に変わり、上記の欠点をある程度解消した。
ユウナがバトル中に召喚すると、3人のキャラクターに代わって攻撃・魔法などの行動を行う。全般に召喚獣はキャラクターより能力値が高く、ほぼ全てのステータス異常が無効であることが大きな利点で、強力なモンスターの攻撃に対する盾にするなどの活用が可能である。
キャラクターとは仕様が異なるが、召喚獣にもオーバードライブシステムがあり、過去のシリーズで使用していた技はオーバードライブ技として位置づけられている。これを事前にチャージして、対ボス戦で連発する「召喚ボンバー」と呼ばれる公式テクニックが存在するが、後半では基本的な戦術を見直さなければダメージのゴリ押しでは勝てないバランスになっている。
本作に登場する召喚獣と、その使用するオーバードライブ技を以下に列挙する（ただし、名前は変更可能）。名前の後ろに* のついているものは、入手しなくてもクリア可能な（入手に特殊な条件をクリアする必要がある）もの。
- ヴァルファーレ - 「シューティング・レイ」「シューティング・パワー（一定の条件を満たすと入手）」
- イフリート - 「地獄の火炎」
- イクシオン - 「トールハンマー」
- シヴァ - 「ダイアモンドダスト」
- バハムート - 「メガフレア」
- アニマ*  - 「カオティック・D」
- ようじんぼう*  - オーバードライブ技を持たず、「心づけ」で払ったギルやオーバードライブゲージの蓄積、隠しパラメータである「やる気値」など様々な条件によって使う技が変化していく。そのため完全な制御は不能。最強技は「斬魔刀」。
- メーガス三姉妹* （マグ、ドグ、ラグの3体で1組） - 「デルタアタック」

### スフィア盤
キャラクターの成長は、これまでの、戦闘を重ねて経験値が溜まればレベルが上がるといった概念が無く、スフィア盤と呼ばれるボードに配置された成長スフィアを発動させることで能力値アップ・技や魔法を修得するという独特のシステムとなっている。AP（Ability Point）を貯めることでスフィアLVが上がり、これを消費することでスフィア盤を移動できる。経験値・レベルアップは存在しない（あえて言えばAPが経験値に相当するが、スフィアLVの消費方法が任意に近いため経験値&レベルに対応しているとは言えない）。スフィア盤の道にはスフィアロック（4種類ある）とよばれる道を塞ぐ物が存在しキースフィア（4種類ある）を使用する事でスフィアロックを消して先に進めるようになる。キャラクターごとに初期位置が異なりスフィアロックの存在もあるため普通に進めていけば当初はキャラクターごとにバトルでの役割が決まる事になる。

### 武器・防具
武器や防具についても独特のカスタマイズシステムを採用している。武器や防具には0〜4個のアビリティスロットが設定され、そのいくつかは空白となっている。この空白の部分にはアイテムを使うことでアビリティを付け加えることができ（改造）、それによって性能が変化する。
アビリティの組み合わせによって名称も変化する。武器・防具は7人のキャラクターそれぞれの専用となっており、ネーミングについては内部に膨大なデータベースを持っている。武器や防具にはいわゆる「攻撃力」「防御力」のようなパラメータは設定されていない（ただし、「物理攻撃+5%」のようなアビリティは存在する）。キャラクターのステータスと武具のアビリティが同じならば、どんな武器を用いても、どのキャラクターであっても、同じ攻撃力を持つ。当初のストーリー進行ではアーロンの武器は基本的に「貫通」が付いておりキマリの武器も「貫通」が付いている事が多く、キャラクターの当初のバトルの役割にも関わっている。
このほか、七曜の武器と総称される各キャラクターの最強武器が存在する。敵の防御力に依存しないダメージを与えられる特性や、HPやMPの量によって攻撃力が大幅に増える潜在能力がある。条件を満たすことで2段階にパワーアップするが、最終段階に育てるには難易度の高いミニゲームを完全にクリアする必要があるなど条件が厳しい。アビリティスロットが4個ある武器を改造することで七曜の武器より便利で自分好みのものが作れることもあり、この場合「最強」の武器はプレイヤーの好みの問題になる。

### 感情値
グアドサラムとマカラーニャ湖のイベントは、キャラクターの感情値によってイベント内容が変わる。感情値は、キャラとの戦闘回数やバトル中にとった行動、またイベントでの選択肢などで変化する。特にマカラーニャ湖をスノーモービルで走るイベントでは、ティーダの後ろにルールー、リュック、アーロン、キマリの中の誰が乗るか4パターンの変化がある。その後の展開に変化はない。

### モンスター訓練場
ゲーム中盤からプレイできるミニゲーム。世界各地のモンスターを捕獲し、1つの地域あるいは種族を全て集めるといった条件で、訓練場オリジナルのモンスターと戦えるようになる（地域制覇と種族制覇の2種類の条件がある）。
数十種類に及ぶこれらのモンスターはその多くがラストボスをも凌ぐ程の強さを有しており、メインストーリーに沿ってゲームを進めているだけでは普通に倒すことはまず不可能であるため、攻略には相応の装備や、やりこみが必要となる。

## ファイナルファンタジーX インターナショナル
2002年1月31日に北米版を基にマイナーチェンジされた、『ファイナルファンタジーX インターナショナル』（FINAL FANTASY X INTERNATIONAL）が発売されている。販売本数約27万本。北米版の声優へのインタビューやCMムービー、主題歌のプロモーションビデオ、そしてエンディング後のストーリーである『永遠のナギ節』が収録されたDVD『THE OTHER SIDE OF FINAL FANTASY 2』が付属している。
HDリマスター版ではこちらのバージョンが音声や名称を日本仕様にした上で収録されるが、ダーク召喚獣など追加されたイベントではボイスは搭載されていない。
グラフィックムービーは完全に英語音声をたどって製作されており本作の架空言語「アルベド語」の辞書の数もアルファベットの数である26である。

### 主な変更点
キャラクターボイスの変更
キャラクターボイスは英語になった（字幕は日本語・英語で選択可能）。
一部名称の変更
パーティメンバー全員、シーモア、召喚獣の名称が英語表記になり、祈り子の間がフェイスの間に、エボン=ジュがユ=エボンに名称変更されている。
新スフィア盤の追加
新スフィア盤ではオリジナル版にはなかったアビリティも習得できる。オリジナル版のスフィア盤も使用可能で、すべてのキャラクターは中央からのスタートとなり、カスタマイズ性が高くなった。ゲームスタート時に2つのスフィア盤から1つを選択するようになっている。インターナショナル版に収録されたオリジナルバージョンのスフィア盤は新規アビリティの追加で、一部のルートが変更されたり追加されたりしている。インターナショナル版のスフィア盤はスフィアロック数が少なくなり移動の制約が少なくなった。オリジナル版はルートを進むだけでパラメータの値が上がる。ステータスの上がり方も異なり、オリジナル版の方がインターナショナル版よりもステータスが高くなる。
ヘレティック召喚獣追加
ストーリー中盤以降特定のフィールドに出現する“ダーク召喚獣”と呼ばれる種類のモンスターとのバトルが追加された。寺院からの刺客が召喚するヘレティックと呼ばれる召喚獣と戦うイベント。ダーク召喚獣達のパラメータは訓練場オリジナルモンスターよりもさらに上を行く数値となっている。イベントの発生前と後には、それぞれオリジナルのシーンが挿入される。このイベントは飛空艇入手後に特定の場所へ行くと発生するが、戦わなくても物語は進む。
寺院内で宝箱の取り逃しがあった場合は、“ダーク召喚獣”を倒さない限り、アイテムの入手が不可能となった（この時点で事実上召喚獣アニマの入手も不可能）。そうした事態が起きた場合の救済措置として、全てのダーク召喚獣は「斬魔刀」で倒すことができるようになっている。しかし、「斬魔刀」を発動するには難易度が高く、初心者にはハードルが高い。
隠しボスの追加
前述のダーク召喚獣を全て倒すと、更に強力な隠しボス「デア・リヒター」と戦うイベントが追加されている。
メニュー機能の強化
武器の整頓が追加されてわかりやすくなった。
一部モンスターのパラメータ変更
特に、オリジナル版では強すぎた『シン』・頭部とキングベヒーモスの弱体化が見られ、ゲームクリアの難易度は下がった。ただし、有利な調整されたモンスターもいる。詳細は以下の通り。
- 『シン』・頭部 - オーバードライブゲージの増加量がオリジナル版に比べて減少し、特殊攻撃をあまり仕掛けて来なくなった。ただし、高いHPおよび「ギガグラビトン」を食らうとゲームオーバーの仕様に変更はない。
- キングベヒーモス - ほかくでトドメを刺した場合に、ファイナルアタックのメテオを仕掛けて来なくなった。
- オメガウェポン - HPがオリジナル版よりも高くなった。それ以外はオリジナル版に準規する。
- ピュロボルス - 石化・即死防御が高くなり、石化攻撃改・即死攻撃改装備の武器では一撃で倒せなくなっている。

アビリティの追加
オートアビリティ
パワーチェンジ、スピードチェンジ、マジックチェンジ、アビリティチェンジ、リボン
コマンドアビリティ
パワーアタック、スピードアタック、マジックアタック、アビリティアタック、フルブレイク、まきあげる、くすねる、じんそく

一部アビリティの下方修正
「ドライブをAPに」で取得できるAPの量が使用するたびに半減するようになった。一部のオーバードライブタイプも効果が下方修正されている。
「クイックトリック」はMP消費が増加、効果が半減した。
その他
雷平原・北部のサボテンダー?の石碑の封印解除が1回のみになった。
「とれとれチョコボ」の裏技が使えなくなった。
瀕死条件が最大HPの50%未満に変更された。
モンスター訓練場にセーブスフィアが追加された。
わいろや戦闘で入手できるアイテム数が一定でなくなった。
アニマ、メーガス三姉妹のオーバードライブの攻撃回数が増加した。

戦闘中ダメージ表記フォントが変更された。
アイテムと装飾品の整頓が自動と手動の2通りになった。

### 永遠のナギ節
『永遠のナギ節』はインターナショナル版の付録DVDに収録されていたムービーで、『ファイナルファンタジーX-2』につながるストーリーとなっている。

## ファイナルファンタジーX|X-2 HDリマスター
『ファイナルファンタジーX』のPlayStation 3（PS3）・PlayStation Vita（PS VITA）向け移植リメイク版の開発は2011年9月に発表され、2013年3月になって『ファイナルファンタジーX-2』の移植版も同時に開発されていることが明らかになった。映像作品『FINAL FANTASY X 永遠のナギ節』、ゲーム『FINAL FANTASY X-2 LAST MISSION』もHDリマスター化され収録されることとなった。また、『ファイナルファンタジーX-2』から1年後を舞台としたスペシャルクレジットも追加された。
PS3版は1枚のディスクに2タイトルを収録、PS Vita版は個別に発売された。発売時期は2013年（北米）・同年12月26日（日本）。また、PS Vita版では『FFX HD』と『FFX-2 HD』がセットになった「FINAL FANTASY X|X-2 HD Remaster TWIN PACK」の発売、さらに特別仕様のPS Vita本体と『FFX HD』・『FFX-2 HD』が同梱されたバージョン「PlayStation®Vita FINAL FANTASY X|X-2 HD Remaster RESOLUTION BOX」も発売された。いずれも初回生産分には『ライトニング リターンズ ファイナルファンタジーXIII』で使用可能なアイテムコードが封入された。
2015年5月14日にはPlayStation 4版も発売、2016年5月13日からはsteamにてPC版が発売、2019年4月11日にはNintendo Switch版およびXbox One版のHDリマスターも発売された。

## 登場キャラクター
「声」はゲームでの担当声優、「演」はPS2版発売当初のモーションアクターの担当俳優。

### 主要人物（バトルメンバー）
本作には7人のプレイヤーキャラクター（バトルメンバー）が存在する。物語上では、召喚士ユウナとそれを守るガード衆の一行である。普通に進めれば当初のストーリー展開ではスフィア盤、武器のアビリティ、技が関係してキャラクターごとにバトルでの役割が決まっている。また、今作にて名前変更可能なキャラクターはティーダとユウナの召喚獣だけである。
ティーダ（Tidus）
声 - 森田成一、中村勇斗（幼年時）
演 - 森田成一
年齢：17歳 / 身長：175cm / 出身地：夢のザナルカンド
本作の主人公。ビサイド・オーラカ所属であり、ブリッツボールチームのエースである少年。
ユウナ（Yuna）
声 - 青木麻由子
演 - 青木麻由子
年齢：17歳 / 身長：161cm / 出身地：ベベル
本作のヒロイン。召喚士であり、『シン』を倒す旅に出ている少女。
ワッカ（Wakka）
声 - 中井和哉
演 - 菊間明彦
年齢：23歳 / 身長：188cm / 出身地：ビサイド村
ビサイド島のブリッツボールチーム「ビサイド・オーラカ」の選手兼コーチであり、ポジションはフォワード（FW）。年齢は23歳（『X-2』時点は25歳）。一人称は「オレ（ただし、『永遠のナギ節』の映像や『X-2』、稀の『DFFOO』などでは「俺」になっている）」。二人称は「おまえ」。ビサイド島出身。パーティメンバーで幼馴染であるルールーを「ルー」と呼んでいる。
5歳の頃からブリッツボールを始め、10歳でチームに入り、ストーリーのある場面まではチームの主将も務めていたが、召喚士となったユウナのガードに専念することを機に引退。過去にガードとして先生であるズークに同行したが、一度ビサイドに戻り、後にユウナのガードとなった。寝坊した他人に「よぉ ねぼすけ」と呼ぶこともある。
筋肉質でとがった赤毛の頭と青いバンダナが特徴。ユウナを妹のように大切に思っている。
『シン』に襲撃され、ビサイド島に流れ着いたティーダを助けた。亡き弟チャップに似ているためティーダと重ねているところもある。
繊細な心の持ち主で、頑固であるが一方で周りに流されやすく優柔不断なところもある。唯一の家族であった弟・チャップの死を引きずっている。
当初はエボンの教えを熱心に信じ、エボンの教えに反した機械を用いた戦闘で弟が死んだことも相まって、機械を使うアルベド族を快く思っていなかった。しかしティーダやリュックとの出会い、そしてアルベド族に対するエボン教の理不尽な仕打ちを目の当たりにしたことで徐々に考えを改めるようになる。終盤にはアルベド族の族長であるシドに自らの非を謝罪する。
武器はブリッツボールで、遠くの敵も攻撃できる。七曜の武器は「ワールドチャンピオン」。普通に進めれば当初は命中率が高く回避率の高い飛行する敵を得意とする。オーバードライブ技は「スロット」。最初は属性攻撃を行うスロットのみで、ミニゲームのブリッツボールの賞品として連続攻撃、ステータス攻撃、属性とステータス複合のスロットが追加される。
『永遠のナギ節』が訪れた後、ルールーと結婚し、後に子供ができる。他には『KH』にも登場する。
なお、「ワッカ」という名前の由来は、アイヌ語で「水（みず）」から。
ルールー（Lulu）
声 - 夏樹リオ
演 - 吉田羊右子
年齢：22歳 / 身長：167cm / 出身地：ビサイド村
ワッカの幼馴染である黒魔道士の女性。年齢は22歳（『X-2』時点は24歳）。一人称は「私」。二人称は「あんた」で、敬語を会話するときは「あなた」と言う。ビサイド島出身。
ユウナを妹のように大切に思っており、ガードとして彼女の旅に同行する。5歳のころに、両親は『シン』に襲われて死亡した。
冷静かつ豊富な経験と知識を持ち合わせているため、パーティ内の識者として一目置かれる存在である。恋人のチャップが死んだ後、チャップの死を認めたがらず逃避するワッカに対してきつい言動が目立ったが、それは彼女自身もチャップの死を吹っ切れない弱さを抱えているため。旅の中でのワッカの変化やティーダの影響もあって、次第にチャップの死を乗り越えていく。
ユウナが召喚士の旅に出る前に、過去に2回召喚士のガードを務めたが、いずれも失敗しており、それもまた弱さの1つになっている。
手に持つ人形を生きたように動かし武器として使うが、原理は明らかにされていない。七曜の武器は「ナイトオブタマネギ」。普通に進めれば当初はMPが多く数多くの「黒魔法」を使用し物理攻撃が効きづらいある一つの属性に偏った敵を得意とする。オーバードライブ技は「テンプテーション」。習得した黒魔法を右スティックを回した回数に応じて連続で仕掛ける。この時のMPの消費は0になり、敵にリフレクがかかっていてもダメージが与えられるが、魔法の威力は通常の1／4になる。
永遠のナギ節が訪れた後、ワッカと結婚し、子供ができる。
キマリ＝ロンゾ（Kimahri-Ronso）
声 - 長克巳
演 - 村田鉄信
年齢：25歳 / 身長：204cm / 出身地：ガガゼト山
無口だが、獣のような風貌を持つロンゾ族の青年。年齢は25歳（『X-2』時点は27歳）。一人称は「キマリ（ロンゾ族は自分の名前を一人称としている）」、二人称は「おまえ」。
ブラスカのナギ節が始まった年にユウナをビサイド島に連れてきて以来、ユウナを傍で守り続けている。彼女が召喚士になった時もガードとして彼女の旅に同行する。アーロンとは旧来の知り合いである。
誇り高いロンゾの戦士で、自らが認めた者としか話そうとせず、ティーダとも最初は話そうとしなかったが、徐々にティーダのことを認め、口をきくようになる。ベベル宮脱出の際にシーモアと一人で戦おうとしたティーダに加勢したり、自身の故郷でのビランとエンケとの戦いでは逆に加勢されている。
エボン教の霊山を守るロンゾ族ではあるが柔軟な思想の持ち主で、迫害されているアルベド族を敵視しなかったり、必要があればあらゆる場面で掟を無視したりと、現実主義的な行動をとる。
ヒトからしてみれば大柄だが、ロンゾ族から見れば小柄な方である。ビランやエンケからは「小さいロンゾ」または「弱いロンゾ」と小ばかにされている。
10年前、ロンゾ最強の闘士といわれたビランに対して負けを認めなかったために一族の象徴の誇りである角を折られてしまい、それを恥じて自身の故郷を離れた過去を持つ。しかし中盤ではビランとその弟分エンケの二人とたった一人で戦い、勝利したことで態度を改められ同族として認められる。
永遠のナギ節が訪れた後、ロンゾ族の族長となる。
武器は槍。七曜の武器は「ロンギヌス」。当初のストーリー展開では武器に「貫通」が付いている事が多い。オーバードライブ技は「敵の技」。技「竜剣」によって習得した敵の技を使用する。他シリーズの「青魔法」に近い。最強技は「サンシャイン」。
アーロン（Auron）
声 - 石川英郎
演 - 石井淳
年齢：35歳 / 身長：182cm / 出身地：ベベル
ティーダのザナルカンドでの知り合いの男性。一人称は「俺」。現在は敬語をほとんど使わず、二人称は全く誰に対しても「おまえ」であり、10年前のジェクトに対しては「貴様(初対面時)」「あんた」である。
ティーダからは「アーロン・（アーロンの）おっさん」、ジェクト・ブラスカ・キマリ・キノックからは「アーロン」、ユウナ・ワッカ・ルールーからは「アーロンさん」、リュックからは「おっちゃん・アーロン」と呼ばれている。
ティーダは彼に導かれてスピラに辿り着き、共にユウナのガードとなった。元々はスピラの人間で、歴史の真実やエボン教の闇の部分を知り尽くしているが、それらを直接口にすることはなく、ティーダ達自身にその真実を見極めさせようとしている。かつてティーダの父親ジェクトと共にユウナの父親ブラスカのガードを務め、シンを倒したことからスピラでは「伝説のガード」と呼ばれている。
元は寺院就きの僧兵で、現老師であるウェン＝キノックとはその頃の親友。上司の薦めた縁談を断り出世街道を外れたことや、ブラスカの人柄に惚れ込んだことでブラスカのガードとなった。
実は死人。ブラスカの究極召喚発動後、シンを完全に消滅させることが出来なかった怒りから錯乱し、無謀にもユウナレスカに挑むが敗れる。なんとか一命を取り留めたがベベルの手前でキマリにユウナを託して息絶える。しかし、「あんたの息子は俺が守る。死んでも守ってやる」というジェクトとの約束を果たすため、死人になってスピラに留まり、『シン』に乗って夢のザナルカンドへ渡りティーダを見守り続けていた。
基本的に冷静沈着だが、それは過去の後悔から来るもので、根は友情を大切にする熱血漢である。10年前、ブラスカのガードをしていた頃はかなり青臭く、堅い性格で、自由奔放で軽い性格のジェクトに何かと突っかかって、逆にジェクトから「カタブツ（野郎）」と呼ばれることもあった。
ユウナと共に『シン』を完全に討ち果たし、10年間果たせなかったブラスカとの約束を果たす。そしてユウナの異界送りによって悔いなく消滅していった。続編『X-2』では、ラストバトルに声のみ登場している。
武器は巨大な太刀。七曜の武器は「正宗」。普通に進めれば攻撃力があり、ストーリー展開では武器に基本的に「貫通」が付いているので硬い特性を持つ敵を得意とする。オーバードライブ技は「秘伝」。コマンド入力に成功すると技が強化される。各地にあるアーロン達の過去の旅の記録スフィアを入手すると技が増えていく。
『アルティマニア』の人気投票で1位を獲得した人気キャラクター。他には『KHII』や『いたストシリーズ』にも登場する。
リュック（Rikku）
声 - 松本まりか
演 - 清水美由紀
年齢：15歳 / 身長：158cm / 出身地：ビーカネル島
アルベド族の少女。アニキの妹で、ユウナとは母方の従姉妹同士となる。年齢は15歳（『X-2』は17歳）。一人称は「あたし」、二人称は「キミ（ティーダに対して多い）・あんた」など。
初期の状態はHPや物理攻撃力が低く、素早さが高い。ふたつのアイテムを調合して様々な効果を発揮させることを得意とする。その中で「カルテット99」は味方全員のあらゆる攻撃のダメージと、HPの回復量が9999になる。連続攻撃や吸収技との併用にも効果が出る。
ティーダがザナルカンドからスピラに来た時に1番最初に会ったのがリュック。アルベド語だけでなくスピラ語も話せるため、ティーダとのコミュニケーションを担っていた。スピラの常識にとらわれず、エボン寺院への疑問も躊躇わずに追及することで、理不尽な現状を変えようとする。アルベド族には「召喚士がスピラの生贄になるのを無理にでも防ぐ」という方針があり、彼女はそれに沿ってユウナをさらおうとしたが、ユウナと初めて対面したのちはガードに加わり、その命を救おうと知恵をしぼる。
アルベド族としてエボンとは対立関係にあるが、究極召喚で召喚士が死んでしまうことに強い疑問を持っており、ユウナを死なせないためにガードになった。
雷が大の苦手である（『X-2』時点では平気となっている）。

### 召喚獣
ヴァルファーレ
本作の必ず手に入る召喚獣、本作の最初に手に入る召喚獣にして本作の最も代表的な召喚獣である。
イフリート
本作の必ず手に入る召喚獣、火属性を持つ。ユウナが錫杖を回転させると炎が渦を巻き、姿を現す。
イクシオン
本作で初登場し、本作の必ず手に入る召喚獣。雷属性を持つ。
シヴァ
本作の必ず手に入る召喚獣、氷属性を持つ。
バハムート
翼の生えた召喚獣。FFシリーズの歴代の作品で召喚獣として登場するバハムートにしては珍しく本作では必ず手に入るようになっている。
作中で序盤から何度か登場するフードの少年（声 - 夏樹リオ）の正体はバハムートの祈り子である。
アニマ
シーモアが召喚する召喚獣。その力はたくさんの魔物を次々と簡単に倒していくほど強力である。
ようじんぼう
隠し召喚獣の一人で、一定の金額を払うと「ダイゴロウ」「小柄」「脇差」「斬魔刀」4種類のいずれかが発動する。金額が高くなるほど強力な攻撃の出る確率も高まるが、斬魔刀の出る確率だけは20％程度と変わることはない。
メーガス三姉妹
隠し召喚獣で、ドグ、マグ、ラグの三人一組の女性型召喚獣達。

### 重要人物
ジェクト（Jecht）
声 - 天田益男
演 - 山崎秀樹
年齢：30代中盤 / 身長：190cm
ティーダの父。ブリッツボールの名選手であり、球技の常識をまるっきり無視した「ジェクトシュート」でザナルカンド一のフォワードになった。一人称は「オレ・オレ様・俺」など。二人称は「おめぇ・おまえ・あんた」など。ティーダからは「オヤジ」、アーロン・ブラスカからは「ジェクト」、ユウナからは「ジェクトさん」、ワッカからは「ジェクト様」、ルールーからは「ジェクト様（当初）・ジェクトさん」と呼ばれている。ザナルカンド出身。
練習嫌いとして知られ当人も「才能だけでやってきた」と豪語しているが、「海で練習していた最中」に『シン』に触れてスピラに飛ばされたので練習する姿を家族以外の人に見せたことが一度もなかったらしい 。本作や他作でも息子のティーダの名を全く呼ばず、ティーダに「おまえ」や「クソガキ」、「ジェクトさんちのぼっちゃま」などと呼んでいる。また、ユウナの事を「ユウナちゃん」と「ちゃん」付けで呼んでいる。
スピラに飛ばされたのち、彷徨っていたところをベベルで不審者として囚われるが、噂を聞き付けたブラスカにガードにならないかと誘われる。「自分の故郷であるザナルカンド」に帰れるかもしれないというささやかな希望から、すぐに引き受け、ブラスカのガードとして旅に同行することになる。
旅の中でブラスカやアーロンと固い友情で結ばれるが、「自分の故郷であるザナルカンド」に帰れないことを悟り始める。ティーダを自らの手で一流のブリッツボール選手に育てる夢を諦めてブラスカと共に『シン』と戦うことを決意。アーロンに引き留められるもザナルカンドで自ら進んで究極召喚の祈り子となり、ブラスカの究極召喚獣となった。すなわち、本作における『シン』の正体であり、アーロンはティーダに『シン』こそジェクトだと明かした。
生来の不器用さから、傲岸不遜な自信家として悪ぶる一方、困っている人間を見過ごすことができない優しさを持っており、自分に大きい非があれば反省をして二度と過ちをおかさないなど、その人柄から出会った人間は無類の好感を抱き、妻からはもちろん、最初は自分を疎んでいたアーロンとも親友となった。
ティーダへの愛情表現が下手で、いつも泣かせていた。愛情に敏感だった幼少期のティーダからは「自分が好きな人（母親）も、自分を見ないで父親しか見なかった」と僻まれる一因になってしまった（寧ろジェクトが夫にかかりきりで息子を放置しがちな妻の態度を窘めていたことをティーダは劇中で思い出しており、この件に関しては逆恨みであったことを理解している）。スピラでも常にティーダのことを心配しており、祈り子になる前にアーロンに息子のことを頼んだ。『シン』になってしまった後も息子のことを案じ続けている。
アーロンと同じく伝説のガードとして語られており、消息不明であることからか、アーロン以上に神格化されている。
夢のザナルカンドの住人であるため、ティーダと同じく祈り子の見る夢である。彼が『シン』と化した事実は、夢のザナルカンドを形成している祈り子達にも衝撃を与えた。『シン』の体内の最奥部でティーダ達と対面したところで、シン討伐のために自身を倒すよう託し「ブラスカの究極召喚」の姿となって襲い掛かる。倒された後、エボン=ジュから解放されてティーダを褒め称え、彼らに後を託して消滅した。エンディングでは飛空艇から飛び降りたティーダをブラスカ、アーロンと共に迎え入れてティーダとハイタッチした。
ブラスカの究極召喚
究極召喚の祈り子となったことで召喚獣となったジェクトの姿。見上げるほどの巨人と化しティーダたちと死闘を繰り広げる。戦闘の直前に「戦いが始まったら自分でも止められない」と述べており、その通り苛烈な攻撃を次々と仕掛けてくる。だがジェクトの意識はまだ残っているらしくティーダの台詞に反応して攻撃の手を止めたり、二回目の戦闘では胸元に「J」の文字が刻まれそこから剣を取り出すなどジェクトらしさがにじみ出ている。倒された後はエボン=ジュから解放され消滅。しかし前述の剣は残り続け、それをティーダたちの足場にすることでラストバトルの援護を行った。
ブラスカ（Braska）
声 - 鈴木琢磨
『シン』を倒した4人目の大召喚士であり、ユウナの父。一人称は「私」。二人称は「君・おまえ（ユウナに対して多い）」。ベベル出身。
10年前、ザナルカンドでジェクトを祈り子にして究極召喚を会得・発動し、『シン』を倒し、自身も死亡した。ユウナからは「父さん」、当時のアーロンからは「ブラスカ様」、ジェクトと現在のアーロンからは「ブラスカ」と呼ばれている。
非常に心の広い人物で、ジェクトをガードにしたり、召喚士になる前はアルベド族との友好を重んじた数少ない人物であるなど、娘同様分け隔ての無い優しい性格である。アルベド族の女性と結婚し、エボンの民の大多数に「エボンの落ちこぼれ」とみなされていた。故郷に向かう道中『シン』に出くわし命を落とした妻の復讐のため、また「エボンの落ちこぼれが『シン』を倒せるはずがない」と言っている全員を見返すため召喚士となった。ユウナへの遺言を記録したスフィアがガガゼト山にある。
シド（Cid）
声 - 坂口候一
年齢：37歳 / 身長：192cm
アルベド族の族長であり、リュックの父。一人称は「オレ」。ビーガネル島出身。
妻はリュックが生まれて間もなくして、機械の暴走で亡くしている。ユウナの母親の兄でもあり、ユウナの伯父にあたる。エボンの民と結婚した妹と和解できなかったことを後悔しており、姪であるユウナのことを大切に思っている。ティーダのことを「小僧」と呼んでいる。
エボンの教えに従うことに疑問を抱くアルベドの考え方を端的に示した人物であり、エボンの教えが大嫌い。散り散りになっていたアルベド族を纏め上げ、寺院の迫害から逃れるために砂漠に「ホーム」と呼ばれる巨大な建造物を建てて住み、召喚士を死なせないために拉致する形で半ば強制的に保護していた。
後に飛空艇（ティーダが序盤に海中で見た物と同じ）を起動させ、『シン』を倒そうとするティーダと旅を共にすることとなる。
無鉄砲で娘にも呆れられることが多いが、公用語を話せて、機械にも詳しいなど、頭は悪くない。
シーモア＝グアド（Seymour-Guado）
声 - 諏訪部順一
演 - 加藤一郎
年齢：28歳 / 身長：187cm / 出身地：グアドサラム
エボン四老師の一人で、グアド族の族長でもある。一人称は「私」。二人称は普段「あなた・君」と言い、敬語を良く利用する。ティーダ・アーロン・リュックからは「シーモア」、ユウナ・ルールー・キマリからは「シーモア老師」（当初のユウナは「シーモア様」と呼ばれていた）、ワッカからは「（シーモア）老師・シーモアサマ」と呼ばれている。
宗教的な儀礼などを統括する。有能な召喚士でもあり、様々な攻撃魔法の扱いに長け自身の戦闘能力も非常に高い。装備する武器はロッド。なぜかティーダからは初対面時から好かれていない。
グアド族である父・ジスカルと、ヒトである母親を持つ、グアドとヒトのハーフ。そのことが理由で内紛争いから母と共に迫害され僻地に追いやられるなど、過去に様々な不遇があった。唯一の味方だった母と共にザナルカンドまで旅立ち、母の犠牲を得て究極召喚獣「アニマ」を獲得した。実は母親は自らの死期を悟っており、このまま死ぬならばせめて究極召喚を得させて息子を大召喚士にして名誉を回復させたいと考えていた。しかし母親を『シン』にさせたくないと考え、シーモアはそれからも8年間流刑地で過ごした。その後、ブラスカのナギ節が訪れたことで社会的に平和が回復し、内部抗争が沈静化したことでグアドサラムへと戻れることになった。成人した後は父を暗殺して族長と老師の立場を奪い取り、暗躍する。
少年時代は、快活で母親を愛する無邪気な性格だったが、先述の仕打ちと『シン』や究極召喚に関する真実を経験してからは、死だけがスピラの唯一の“救い”と捉えるなど、冷酷で歪んだ思想の持ち主となってしまう。究極召喚獣となって自身が『シン』に成り代わり、スピラを破壊するという最大の目的のため、召喚士として稀有な才能の持ち主であるユウナとの婚姻を進めて彼女を手に入れようと画策する。そのことからユウナを護ることを信念とするティーダの宿敵として、他のガードらと共に幾度も死闘を繰り広げることとなる。
父親殺しが明らかになった後のマカラーニャ寺院での決戦で敗北し、死亡する。しかし、その後も死人となってスピラに留まり続け、執拗にユウナを手に入れようとし、ティーダたちを庇った多くのロンゾ族を虐殺。その直後のガガゼト山での戦いで敗北し、消え去った。しかし消滅の寸前に上空を飛んでいた『シン』に取り込まれ、望んだ形とは違うもので一体化に成功する。いずれは内側から支配しようとするまでに至るが、『シン』を守るために体内でティーダらと戦った末に敗れ、ユウナに異界送りされ今度こそ消え去った。
『アルティマニア』によれば、死人になってからもユウナを求めたのは、死人になったことで彼女に対する思いが暴走したからではないかと述べられている。また同書にはユウナも境遇的にはシーモアと酷似していると記されており、前者はスピラのために前向きに、後者はスピラを破壊するという狂気を秘めるなど目的は正反対となっている。
生前は召喚獣アニマや魔法を駆使して戦うが、死人となってからはヒトの姿を失った「異体」⇒「終異体」⇒「最終異体」として現われティーダたちの前に様々な場所で幾度も立ちはだかる。序盤でユウナと共に戦う戦闘も1回だけ存在し、プレイヤーキャラクターとして操作できる（オーバードライブも使用可能で、技名は「レクイエム」）。敵として登場した際は、召喚獣を一撃で倒す技を使用してくる。最終決戦で自分の召喚獣であったアニマを呼び出すと「すべてが私をこばむか……それもよかろう」と専用の台詞を発する。
続編にあたる『X-2』ではスフィア内の映像としてのみ登場する。インターナショナル版から追加された新要素「クリーチャークリエイト」で仲間にすることが可能（戦闘に参加させられるが、操作はできない）。
幻光異体
シーモア異体のお供として登場する。倒す事はできない。
幻光祈機
シーモア終異体のお供として登場する。特にコンボ系の技を使う事が多く、必殺技も即死級である。必殺技は「死刃の交撃」と「完全なる破壊」を使用する。倒す事はできない。
ユウナレスカ（Yunalesca）
声 - 小柳洋子
年齢：死亡時の年齢は20代後半 / 身長：173cm / 出身地：ザナルカンド
召喚士エボンの娘で1000年前、夫ゼイオンを祈り子に史上初めての究極召喚を発動し、『シン』を倒した女性。一人称は「わたし」。エボンの教えで神格化されている。究極召喚の発動後に死亡したが、その後死人となってスピラに留まり続け、召喚士に究極召喚を授けるためにザナルカンド遺跡で待ち続けている。今でも見た目は生前の美しい女性のままだが、悲観的に歪んだ長い年月を経たため、身体は魔物に近い存在になりかけている。
『シン』の正体やその不滅の仕組み、究極召喚では根本的な解決にはならないことを承知しているが、同時に『シン』は絶対に倒せないと確信しているため、スピラに生きる人々にエボンの教えと究極召喚という「まやかしの希望」を与えることで、『シン』という永遠に消せない哀しみを和らげることが最善と考えている。そして覆せない哀しみが存在する以上は「死」は安らぎであり、まやかしだろうが希望を持ったまま死ねることを肯定し、まやかしの希望を否定するものを徹底排除しようとする独善的な理論を持つ。
1000年間スピラにとっての心の支えを作り上げていたが、それこそが、召喚士が死の危険を伴う旅を行い、究極召喚で『シン』を倒せても同時に召喚士は死に、究極召喚獣が新たな『シン』に成り代わりまた新たな召喚士に死の危険を強いるという、永遠の死の螺旋の始まりであり、スピラの死の螺旋を作った一人とも言える。
10年前、究極召喚で『シン』を倒しても新たな『シン』として憑依されるという真実を知ったアーロンから復讐をされかけたが、圧倒的な実力差で返り討ちにしている。この際に負った傷が原因でアーロンは死亡。そして10年後、今度はティーダからまやかしの希望を否定され一行と対決。戦いの最中、禍々しい怪物へとなり果てるもまやかしの希望ではティーダたちの希望を打ち砕けず、敗北。自分が消滅したことで究極召喚がなくなり、（その時点では）シンを倒す術がなくなったスピラの未来に絶望し、ゼイオンへ謝罪を述べながら消え去った。
全3形態との連戦になる上、この時点ではストーリーを追う形でしかキャラクターを強化できないこともあり、苦戦は必至。特に第3形態はインパクトが強く、アルティマニアの人気投票では3位にランクインしている。
続編『X-2』では、理性なき魔物と化してアンダーベベル・第80層にてユウナたちの前に立ち塞がる。
エボン（Yevon）
ユウナレスカの父。ユウナレスカに究極召喚を伝授し、エボンの教えの祖を築いたとされる伝説的人物。彼もエボンの教えにおいて神格化されている。
その正体は召喚士の街であった1000年前のザナルカンドの支配者であり、また最高の召喚士であった人物。1000年前の機械戦争において、滅亡寸前になったザナルカンドを永遠に夢として保つことを決め、生き残った街の住民を大量の祈り子に変えて「夢のザナルカンド」を召喚し、同時に重力魔法と幻光虫を用いて、自身を守りつつ文明を自動的に破壊する鎧『シン』を創り上げた。
『シン』の本体となってからは、既にヒトとしての形も人格も善意も悪意もなく、永遠に「夢のザナルカンド」を召喚し、またその防衛手段として『シン』を創り続けるだけの存在と化している。『シン』の核となってからは、祈り子たちにエボン＝ジュ（Yu-Yevon）と呼ばれるようになった。なお、アルティマニアによれば「エボン＝ジュ」というのは「呪」からきているとこのこと。
エボン＝ジュ（Yu-Yevon）
本作の最終ボス。『シン』の内部に潜む変異したエボンであり、ただひたすらに「夢のザナルカンドを召喚し続ける」という呪縛に囚われている。
召喚獣に寄生し、『シン』に作り変える能力を持つ。そのため「ブラスカの究極召喚」を撃破した後、今まで育ててきた召喚獣たちに憑依させ、全ての召喚獣を打ち倒し逃げ場をなくしてからエボン＝ジュ本体との対決となる。
BGMは専用のものに変わるもののラストバトルとしては異色であり、全員にリレイズが常にかかっているのでまずゲームオーバーになることはない(プレイヤーの行動で味方全員石化するなどでゲームオーバーになれる)。攻撃を行うとカウンターで「ケアルガ」を使用し9999も回復する。その他、攻撃としては「グラビジャ」や「アルテマ」を使用する。やり込んでいなければ苦戦を強いられるので、自分にもダメージを負うグラビジャを使わせ相手のHPが減るのを待つ、リフレクを掛けて回復の妨害するなどの戦術が必要となる。なお、ティーダの「エース・オブ・ザ・ブリッツ」なら一撃で倒すことが可能。
『シン』

エボン=ジュを守る「鎧」。エボン＝ジュが憑依した究極召喚獣が創り変えられたことで誕生する。

### エボン寺院関係者
ヨー＝マイカ（Yo-Mika）
声 - 岩崎ひろし
年齢：99歳
エボン寺院の総老師。総老師の座に就いてから既に50年ほど経過している。
朗らかな気風で万民から慕われているが、その本質は人心の掌握や秩序を守ることに余念が無い老獪な政治家である。実は死人であるが、欠かせない人物として重視されていることから寺院の内部でもこの事実は秘匿されている。
彼もまた『シン』や究極召喚の真実を知っており、それを承知の上でエボンの教えに疑問を持つものを排斥し「死の螺旋」を維持していたが、私利私欲は無くあくまでスピラの民にとってそれが最善であると信じていた。その想いが彼を死人としてスピラに留める核でもあったが、ユウナレスカが倒されたことをティーダたちから聞かされ、究極召喚がなくなり『シン』を鎮めることの出来なくなったスピラと民の未来に絶望し消えてしまう。
ワッカからは「逃げただけじゃないか」と悪態をつかれた。アーロンの機転で「最初からこの場（面会の場）には来なかった」ことにされ、行方不明として処理されたため彼が死人であった事実は相も変わらず秘匿されている。
ケルク＝ロンゾ（Kelk-Ronso）
声 - 坂口候一
年齢：50代
エボン四老師の一人で、ロンゾ族族長。一人称は「ケルク」。ガガゼト山出身。
司法・財務・政治などを統括している。厳かで生真面目な性格で一族からは「大老」と呼ばれ慕われている。
寺院の実態や「死の螺旋」については受け入れていたが、シーモアの父殺しは許すことができず離脱する。それでも寺院側の存在であったが、ガガゼト山で反逆者となったユウナの決意に理解を示し、ユウナを追ってきたシーモアに挑み散る。
ウェン＝キノック（Wen-Kinoc）
声 - 宇垣秀成
年齢：30代中盤
エボン四老師の一人。ベベル出身。
軍事方面の担当であり討伐隊の監督でもある。外面の良い人物に見えるが本性は野心家であり、いずれマイカにとって代わろうと考えている。
反逆者となったユウナ達を率先して殺そうとするが、最終的にシーモアに「自らの策略を邪魔する人物」として殺害される。しかし殺したことについてシーモアは悪びれることなく、「権力を失うことを恐れていたのを殺すことで救った」という旨の発言をしている。
アーロンとはかつて親友であり、お互い僧兵として切磋琢磨していた。しかし僧兵時代にはアーロンには一度も勝てずにいたため彼に対して劣等感を抱き、いつか彼に追いつくことを目指していた。アーロンが断った縁談が自分に回ってきたことで、「アーロンの代わり」に出世街道に乗るが、ガードとしての名声も勝ち得た彼に対する劣等感からいつしか権力欲に歪んでいき、10年後に再会した時にはお互い思想も道も違え、袂を分かった。しかしアーロン自身は友情を忘れてはおらず、シーモアとの戦いではアーロンの怒りのメッセージが聞ける。逆にキノックは、ティーダたちがシーモアとユウナの結婚式に乗り込んできた時には、ティーダとアーロンに銃口を突きつけ「エボンの秩序のために」殺そうとしている。アーロンを投獄した際には「親友を殺すわけがない」と述べているが、生きて出られた者がいないという「浄罪の路」に放り込み刺客まで送り込むという徹底した殺意を見せていた。
続編である『X-2』では隠しダンジョンである聖べベルにて死人となって登場。巨大な蜘蛛のモンスターとなってユウナたちに襲い掛かるも討伐された。さらに、アカギ隊の創設者であること、彼がアカギ隊の選抜試験の為（真の目的はヴェグナガンの情報を得たかった為で、情報を得た後はその痕跡すら揉み消すため、候補生全員を抹殺しようとしていた）に封印の洞窟に封じられていたシューインの思念を解き放ってしまった事が『X-2』の事件の発端となったことが判明する。
ズーク（Zuke）
声 - 石丸純
年齢：30代後半
ルールーとワッカがガードを務めた召喚士。ルールーやワッカからは先生のため、「ズーク先生」と呼ばれている。
旅をやめた後エボンの僧官となるが、ユウナ一行が反逆者となった折にユウナ達の前に現れ、数々の助言をして去っていった（寺院からの命令に背き、ユウナ達をサポートしたことになる）。途中、ルールーを気にかける様子も見せた。
シェリンダ（Shelinda）
声 - 長沢美樹
年齢：19歳
寺院の巡回僧で、寺院の真実を知らずティーダたちに友好に接する。一人称は「わたし（『X-2』では「私」）」。
彼等が反逆者となった後も態度を変えずにいたが、それでも寺院の意見を鵜呑みにしている所があり、「ユウナの蛮行は、実はアルベドの仕業」というデマをとりあえず信じていた（その時点では寺院が混乱状態であったことから、冷静になれない事情もあったが）。マイカに面会を求めた際に取り次ぎ役となったが、上述のようにマイカが異界へ「逃げた」ことはアーロンによって秘匿され、いきなり行方不明になったと聞かされている。後に寺院の混乱により大出世を果たす。

### 召喚士とガード達
ドナ（Dona）
声 - 葛城七穂
年齢：24歳
ユウナ達とキーリカの寺院で出会う召喚士。一人称は「私」。二人称は普段「あなた」と言う。
ガードは「量より質」を重視しており、連れているガードはバルテロ1人のみ。初対面時にはブラスカに比べてガードをたくさん連れているユウナに対し小馬鹿にした態度をとるが、ユウナには「ガードの人数は信頼できる人の数と同じ」であり、多くのガードに恵まれてブラスカよりも幸せであると言い返される。究極召喚で死ぬのを承知して旅をしていることと、ザナルガンドまで到達したことからも、召喚士としての覚悟と実力は本物だが、伝説のガードと呼ばれたアーロンをちゃんと知らないなど、抜けているところがある。選択肢によっては、ユウナ一行に少し遅れてザナルカンドに到達するが、一行によりユウナレスカが倒されたことによって、彼女が求めた究極召喚は既に存在しなかった。
バルテロ（Barthello）
声 - 石丸純
年齢：24歳
ドナと恋愛関係にあり、またドナの唯一のガードを務める大男。「伝説のガード」と呼ばれていたアーロンに憧れガードになった。豪快な見た目から近寄り難い印象があり、実際にユウナ達に恥をかかせようとするなど、陰険な面もあるが、心の内はドナを一途に思っている心優しい男。
イサール（Isaaru）
声 - 陶山章央
年齢：26歳
ブラスカに憧れ召喚士の旅をしている召喚士で、3兄弟の長男。一人称は「僕」。
性格は生真面目。寺院の考えに疑問を抱くが、寺院が絶対という信念を捨てきれず、後にユウナと交戦。戦いに敗れ、アーロンに諭されて旅を諦めた。
マローダ（Maroda）
声 - 中井将貴
年齢：22歳
イサールのガードを務める青年。3兄弟の次男。気さくな性格。
パッセ（Passe）
声 - くまいもとこ
年齢：10歳
イサールのガードを務める少年。一人称は「ボク」。
3兄弟の末っ子。長男、次男よりは幾分か歳が離れている。子供ということもあり、究極召喚については詳しく知らされていなかった。
ベルゲミーネ（Belgemine）
声 - 藤井佳代子
年齢：不明
召喚士達の力試しなどのために何度も出会う謎の女召喚士。受ければ勝敗に関係なく、召喚獣にアビリティを覚えさせるための"召喚士の心"が手に入る。実は死人であり、生前に自身の果たせなかった夢を託すべく、召喚士の育成に尽力していた。そのなかでもユウナには一目を置いている。その後異界へ送られた。

### 途中で出会う人々
ビラン＝ロンゾ（Biran-Ronso）
声 - 三宅健太
年齢：20代後半 / 身長：250cm
ロンゾ族最強を誇った闘士。一人称は「ビラン」。ガガゼト山出身。
以前キマリと争い、彼の角を折った。後にキマリと勝負するが敗れる。自尊心が高く傲慢な性格だが、誇り高いロンゾの民であり、卑怯なことはしない。自らを破ったキマリを認め、角を折った償いとしてユウナ達を追うシーモアに立ち向かい、命を落とす。
エンケ＝ロンゾ（Yenke-Ronso）
声 - 石丸純
年齢：20代後半 / 身長：240cm
ビランと共に行動する青年だが、彼自身も高い戦闘能力を持つ。一人称は「エンケ」。ガガゼト山出身。
キマリを「角なし」と嘲笑するが、キマリに敗れた後は彼を認め、その後ビランと共にシーモアに立ち向かい、命を落とす。
トワメル＝グアド（Twamel-Guado）
声 - 石野竜三
年齢：54歳
グアド族の長老で、シーモアに仕える側近。グアド族の繁栄を何より願っているが、シーモアの深層心理については把握しきれていない。
手段を選ばない一面があり、シーモアを倒されたことを恨み、ティーダ達を「反逆者」と呼び始める。
メイチェン（Maechen）
声 - 鈴木琢磨
年齢：不明
ティーダ達の行く先々に現れる老人。一人称は「あたし」。
非常に物知りで、スピラの歴史や真実を探るために旅をしている。話しかけるとスピラの歴史や貴重な情報を教えてくれるが、かなり話が長い。
本作では最後まで謎の人物のままだが、続編の『X-2』ではなぜ物知りなのかが判明する。
リン（Rin）
声 - 咲野俊介
年齢：35歳
スピラ各地に店舗をかまえる「旅行公司」のオーナー。一人称は「私」。
アルベド族だが世渡りが上手く、堂々と活動していながらも、風当たりが悪くない。非常に落ち着いた人物で、どんな状況であろうと商売心を忘れないが、これは周囲の人間なら困難な現状を打破できるという信頼からくるものである。アルベド語辞書をすべて集めた状態で話しかけると、とあるアイテムがもらえる。
23代目オオアカ屋（O'aka XXIII）
声 - 宇垣秀成
年齢：30歳
スピラ各地を回っている旅商人。本名は言及がなく不明。一人称は「俺」。
ティーダ達の行く先々で様々な武器・アイテムを売ってくれるが、少々がめつい。亡くなった妹がユウナと似ており、陰からユウナ達を応援していた。その後は反逆者となったユウナに協力したとして寺院に拘束される。その後は釈放されるがワンツに24代目を引き継いだ為、23代目は店じまいする。
ワンツ（Wantz）
声 - 山口隆行
年齢：22歳
ストーリー序盤からこっそりとユウナを追いかけている青年。実は23代目オオアカ屋の弟で、亡くなった姉の面影を求めてユウナを追いかけていた。後に先代オオアカ屋が拘束されたため、24代目オオアカ屋（O'aka XXⅣ）を襲名。

### 討伐隊
『シン』の被害から町を守るための民兵隊。エボン寺院の傘下にあり、単なる自警団とは異なる。ミヘンなる人物が作った赤斬衆が元になっている。
ルッツ（Luzzu）
声 - 石野竜三
年齢：23歳
ビサイド討伐隊に所属する青年。一人称は「オレ」。ビサイド島出身。
ワッカやルールー、チャップとは幼なじみ。ミヘン・セッションに参加するべくユウナたちと一緒に旅立った。チャップを討伐隊に誘った人物であり、『シン』との戦いでチャップが死んだことで自責の念を持ち続けている。しかし、ルッツ自身もまた『シン』との戦いで死亡する。
ミヘン・セッション前に、ワッカにチャップを討伐隊に誘ったことを打ち明け殴られるというイベントがある（見るか見ないかは任意）。選択肢によってはガッタが死にルッツが生存するルートもあるが、チャップに続いてガッタまで失ったことで自責の念に囚われ、最後まで立ちなおることはなかった。
『X-2』には登場せず、名前も出ない。
ガッタ（Gatta）
声 - 神谷浩史
年齢：17歳
ビサイド討伐隊に所属する少年。ルッツの後輩。一人称は「オレ」。ビサイド島出身。
ミヘン・セッションに参加するべくユウナたちと一緒に旅立った。
若輩ということで、自分の理想とするやり方ができず、ルッツ死亡後はシンに全く太刀打ち出来ず、仲間を沢山失った悲惨な心境に陥り、「討伐隊をやめる」とまで言ったが、後に立ち直り、ルッツの気持ちも理解でき、討伐隊として後輩を訓練していたりと精神面は大きく成長した。
道中の選択肢により反対にルッツが生存し、ガッタが死亡する展開を迎えることも。その場合、ルッツは後味の悪い結末を迎える。
『X-2』には登場せず、名前も出ない。
ルチル（Lucil）
声 - 大原さやか
年齢：25歳
ジョゼ討伐隊に所属するチョコボ騎兵隊の女性隊長。腰は低いがリーダーとしての資質を備えた実力者で、ミヘン・セッションでは中心となって活躍する。
エルマ（Elma）
声 - 桃森すもも
年齢：19歳
ジョゼ討伐隊に所属する女性。ルチルの部下であり、彼女のことを誰よりも尊敬している反面、ルチルが目をかけているクラスコへの態度は手を緩めない。チョコボイーターを単身で倒す実力者。
クラスコ（Clasko）
声 - 山口隆行
年齢：19歳
ジョゼ討伐隊に所属する青年。騎兵3人自己紹介の中、ルチルに押されてしまい名乗ることが出来なかった。気弱で要領が悪く、戦いが苦手でもある。チョコボとはすぐに仲良くなれるという特技をチョコボ騎兵隊に抜擢された。選択肢によってはチョコボの調教師になり、幸せな日常を過ごしている。

### 設定のみのキャラクター
以下のキャラクターは本作の時点で既に故人となっている者。一部は死人やスフィアの記録などという形で登場する。
ティーダの母
声 - 長沢美樹
享年39。本名は不明。
夫に入れ込む余り息子のことをほったらかしにしてしまい、ティーダに「母親を取られた」とジェクトを怨ませる原因を作ってしまった人物。ジェクトが行方不明になった後、生きる気力を失い衰弱した末に病死した。ティーダに対する愛情は特に見られなかったものの、彼女が言った「死んでしまったら、きらいだってことも伝えられないのよ」という言葉は、彼がユウナを助けに行く際の原動力となった。終盤ではこの言葉の通り、ティーダは父に対して「大っ嫌いだ」と伝えている。
ジスカル＝グアド（Jyscal-Guado）
声 - 佐藤正治
シーモアの父。先代グアド族族長にして、エボン寺院の老師でもあった。エボンの教えをグアド族に広めるなど、他の種族との交流に尽力した。善良な人物だがグアド族の内紛の際、一族のために止むをえず息子と妻を流刑にしており、当時は部族内部のことで悩んでいた。それが一因でストーリー開始直前にシーモアに殺されたが、本人は妻子に対する償いとして受け入れた。
しかし死してなおその魂は死人として残り、異界から出てこようとしたところをユウナに異界送りされる。その際に、上記の後悔、不安およびスフィアを見た者にシーモアを止めるよう懇願する様子を記録したスフィアを落としてユウナに拾われ、それを見たユウナがシーモアを止めるべくプロポーズを受ける決意をする一因となる。ユウナの荷物にあったこのスフィアがマカラーニャ寺院で発動したことで、一行もシーモアによるジスカル暗殺を知り、シーモアとの戦闘に発展する。
シーモアの母
声 - 藤井佳代子
本名は不明。ジスカルと結婚しシーモアを産んだ人間の女性。グアド族の内紛の際にバージ島に流された。そこで自分の命の先が短いことを悟り、一人残される息子の力となるべく共にザナルカンド遺跡を訪れ、彼の究極召喚獣「アニマ」の祈り子となる。息子にシンを倒させて名誉を回復することを望んでいた。唯一の味方であった母まで失った息子は「死は永遠の安息」という狂気に陥り、「アニマ」の力は悪用されることが多くなってしまった。
続編『X-2』では召喚士であったことが語られている。
チャップ（Chappu）
年齢：10代後半
ワッカの弟。ティーダと風貌・雰囲気が似ているという。ルールーの恋人であったが、1年前、ルッツに誘われてアルベド族と共同で『シン』討伐の作戦に参加。ワッカの渡した武器ではなくアルベド族の武器を使い、命を落とした。このためワッカは「教えを守る」ことに固執するようになり、アルベド族に対する負の感情を抱くに至った。
ギンネム（Ginnem）
ルールーが最初にガードを務めた召喚士。旅の途中で命を落としている。死人の状態で隠しボスとして登場。ルールーたちに召喚獣をけしかけるが敗北し、消え去った。
ガンドフ（Gandof）
約400年前、ユウナレスカの次に『シン』を倒した最初の大召喚士。雷平原に邪悪なサボテンダーを封印したことでも知られており、彼の名前が付けられている。
オハランド（Ohalland）
約230年前、『シン』を倒した2人目の大召喚士。元々ブリッツボールの選手で、今のキーリカ・ビーストに所属していた。ブリッツボールの選手ということでワッカから尊敬されている。
ヨンクン（Yocun）
約100年前、『シン』を倒した3人目の大召喚士。討伐隊出身で、歴代大召喚士で唯一の女性。享年51。元討伐隊員であり、ナギ平原の谷底で修業していたという逸話が残っているため、同地は討伐隊にとって特別な場所となっている。公式でイラストが存在するが、ゲーム中には反映されておらず他の討伐隊と同じ容姿である。
オメガ（Omega）
700年前のエボンの僧官。寺院に反逆をもくろみ処刑された。スピラのどこかに強力な魔物として留まっていると言われている。隠しボス「オメガウェポン」として登場する。その前哨戦として影である「アルテマウェポン」もいる。
劇中では語られないが召喚士を生贄にする「死の螺旋」を憂い、独自のやり方でシンを倒そうとしたため「反逆」と見なされて処刑されたという。そのため一概に悪と言える存在ではない。
ビリガン（Bilghen）
雷平原に避雷塔を建てたアルベド族。しかし、建設中に雷に打たれ異界の住人となる。
ミヘン（Mi'ihen）
討伐隊の元となる“赤斬衆”を作った男。その意図を寺院に語るために歩いた街道の一部に、彼の名前が残されている。

## 世界設定
本作ではスピラと呼ばれる異世界が舞台となる。
スピラでは機械文明があまり発展しておらず、基本的に人々の生活は質素であり、現実における未開の地やアジアに似た光景が見られる。しかし、生命エネルギー幻光虫の存在など現代的文明の代わりに発展しているファンタジー的な魔法文明や、亜人や人間とは異なる知的種族や人間を脅かす魔物の存在、独自の宗教とも言える“エボンの教え”、独自のスポーツであるブリッツボールなどによって、現実のどの時代とも全く異なる独特な世界観が築かれている。
スピラには『シン』と呼ばれる脅威が存在し、人々は常に死の恐怖に脅えている。その心を支えているのがエボン教が掲げるエボンの教えであり、『シン』を倒すことを使命とする召喚士である。
スピラの人間の大半はエボンの教えを信じ、教えに従って生活しながら召喚士の旅を支え、いつか『シン』が完全に消滅することを希望に生き続けている。

### 幻光虫
スピラ全土に満ちた生命エネルギーのような物であり、人間も含めた万物に宿っている。虫と名が付くものの虫でも生き物でもなく、普段は肉眼では見えないが、濃度が濃くなると宙に舞う光の玉のように視認できるためその名がついた。それらが消える時は、幻光虫が大気に拡散していく様子が確認できる。性質として宿主となる生物の記憶や思念などに深く関わっており、特に人の幻光虫はその人の想いを宿しているとされるからか魂と同種の存在のようにも表現され、異界で具現化した姿を見ることができる（アルベド族のリュックはこれを「会いたい人を思う人間の心に干渉して見せる現象」と説明する）。
水との親和性が高く、水が空中に浮いた状態で固定されるなどの不思議な現象も発生する。これを応用して高濃度の幻光虫を含む水を詰めたモノをスフィアと呼び、人の想いや思念や映像を留め伝える機能を持つため、映像・音声スフィア、スフィアモニターや、後で述べるブリッツボールのフィールドであるスフィアプールに使われたりと、スピラでは幅広く様々な技術に利用されている。

#### 魔物
人間・動物・植物の場合は肉体という器の中に幻光虫が宿っている。前述した通り幻光虫は宿主の心に反応する性質を持つため、宿主が何らかの強い思いを残した場合、他の幻光虫と結合して実体化、生前の記憶を無くして生き物を襲う魔物と成り果ててしまうことが多い。
これは祈り子と同じ状況であり、強い思いを軸に具現化することで力を得る召喚獣の成り立ちと一致する。ただし祈り子と違って特定の誰かと強い絆を持つということはなく、夢を見る本体も消失しているため、残した思いを軸に幻光虫の塊として破壊衝動に駆られる存在となっている。
より強い想いを持っていた場合は、具現化した姿が魔物ではなく元の姿のままスピラに留まることがあり、このような存在を死人（しびと）と呼ぶ。生きている人間ではないが、アンデッドとは異なる存在で、回復魔法やアイテムでダメージを受けることがなく、しかも一部の敵の特殊攻撃で「アンデッド化」する。自身の性格や記憶を保てるか心を失い魔物同然となるか、歳を取るか取らないかなど細部の変化はまちまちであるが、想いによって支えられた存在であるため、力の元となる想いが消えれば消滅してしまう。
肉体が高密度に収縮した幻光虫の塊であるため血肉は存在しない。一定の外部衝撃や思いが衰弱・消失すると、幻光虫を繋ぎ止める方法がなくなり拡散する（アイテムやギルなどの実態物は残る）。

#### 異界送り
“シン”に殺されて異界送りを受けない魂は、いずれ魔物と化してしまう。死者の魂は異界に送られて初めて安らかに眠ることができる。召喚士だけに許された死霊を鎮める方法となり、真に魂を浄化して、あの世に送る働きがある。救われぬ魂のために、悲しみをこらえて踊り続ける儀式となる。作中ではユウナが静かに水面を歩き、舞うように踊りながら魂を異界に送る。
スピラ独特のシステムによって誕生する魔物達は、長らく人の手によって討伐・排除されていた。しかし人から生まれた魔物に対しては、元となる人物との関わりなどで討伐するのには抵抗がある。同時にエボンの教えの中にある記述も関与し、人が魔物になってしまう恐れがある場合に用いる技術を異界送りと呼ぶ。
召喚士が召喚獣と精神感応を試みる一環で、人の心と反応し思いを慰め、未練の想いによってスピラに留まろうとする幻光虫を異界に送ることができ、既に魔物化した人物を解放することもできるため、召喚士として任命された者は旅先で異界送りをすることを義務づけられている（ただし正気を失い魔物に成り果てしまった場合など、極めて強い未練で留まる場合には異界送りは通用しない）。
この異界送りを適用されるのはエボンの教えを受けている人間達であり、普通の動物・植物が無念の思いを残した場合、そのまま魔物となり人を襲う。

#### 異界
グアトサラムの中央に位置する坂道を、更に奥に進んだところに異界への入り口がある。"異界送り"によって死んだ人の魂が癒されて送られてくる場所であり、亡き人との思い出など、死者と語れる場所となる。

### エボン寺院
伝説の大召喚士ユウナレスカの父で、『シン』誕生後の世界を救うべく活躍したエボンの言葉である「エボンの教え」を広げるために存在する宗教組織。『シン』の恐怖に対し、選ばれた召喚士によって訪れるとされる「ナギ節」を迎えることを教義としている。教団の中心はスピラ最大の都市ベベルにあるエボン寺院総本山・聖ベベル宮。エボンの教えは生活に密着した存在ではあるが明確な神や神話を持つものではない。
1000年経った現在、その教えはほぼ全ての人に浸透し、スピラを実質支配しているとも言える世界最大の組織で、エボン寺院の教えの真意は後述する人心掌握のための歴史操作や刷り込みといったものだが、内容は伝承や迷信を織り込みつつ、『シン』という脅威に対する希望を掲げることにある。その教えが真実であるかのような現象を示してきたため、スピラの人々の心の支える拠り所という位置付けにある。人々の間には、ささいな幸運や偶然を見るにつけ、それを「エボンの賜物」と呼ぶ風習が広まっており、スピラにおけるエボンの教えの浸透具合を窺い知ることができる。
世界各地にエボンの教えを司る機関「寺院」があり、以前は複数存在したが『シン』との攻防の結果、物語開始の時点で機能しているものは5箇所（ビサイド、キーリカ、ジョゼ、マカラーニャ、ベベル）。総本山はベベルにある聖ベベル宮、聖地はザナルカンド遺跡。寺院内部には例外なく祈り子が安置されている。
組織構成は人間、グアド族、ロンゾ族の寺院関係者の中で選別された総本山への代表のことを老師と呼び、3人の老師を束ねる寺院の中心人物を総老師と呼ぶ。3人の老師と総老師は、合わせてエボン四老師と呼ばれており、人々から深く敬われている。
以下、僧兵や神官など組織の雑務や運営を担当する人々が三種族で混成。中でも召喚士は別格で扱われる。
アルベド族はエボンの教えを感受せず、かつ迫害対象であるため、老師や僧兵、神官職など構成員に存在しない。
以下にエボンの教えとその意味を記す。
機械の禁忌
- 「機械を使うことは人々の『罪（=シン）』である」
寺院が認めていない機械とそれによって発生した副産物を使用してはならない。これは一定の機械技術が発達すると、それに頼り過ぎることになる人間も増えるため、『シン』がその防衛本能により機械のある場所を襲撃するためで、『シン』が感知しない機械技術（機織など非軍事活用）を選ぶ必要があったから。インターナショナル版や『X-2』では、寺院は機械を「マキナ」と表現しているが、これは「機械」を表すラテン語である。
- 「機械を使わず生活することでその罪を償うことができる」

エボンとユウナレスカの神聖化
- 「『シン』を倒す方法を遺したエボンと、その娘で初めて『シン』を倒した召喚士ユウナレスカの神格化」
- 「全ての人々がエボンを讃え祈りを捧げ、召喚士達の旅を支えることにより、いずれ罪は償われ『シン』は消滅する」
エボン父娘によって世界の危機は一旦は回避されたが、寺院は真意を隠し、倒された『シン』が数ヶ月から数年後に復活した際は、世界全体が教えに従っていないからだと主張した。これにより人々はエボンの教えに縛られた生活を意識せずとも強制され、『シン』が消滅しない原因であるとして機械を使うアルベド族を迫害する根拠の1つとしている。

### 召喚士と召喚獣
「召喚」および「召喚獣」はファイナルファンタジーシリーズ全体の特徴的なシステムであるが、本作でのそれは単なる戦闘システムの一要素として存在しているだけではなく、世界観の根底を形成する重要な概念となっている。また、召喚獣を扱えるのはパーティーの中では「召喚士」であるユウナだけであり、ユウナと召喚獣の間には強い信頼関係が描写されている（例えば、ヴァルファーレを召喚した時にユウナがヴァルファーレの頭を優しくなでる、イフリートはユウナを肩に乗せて現れる、など。また、続編である『ファイナルファンタジーX-2』では、ユウナがヴァルファーレを「この子」と言うシーンがある）。
本作での召喚士は、「召喚獣」を呼び出し使役する技術「召喚」と、死者の魂（想い）を異界に送る技術「異界送り」を使える者と定義されている。どちらも万人が習得できるものではなく、素質ある者が修練を積んで初めて習得できるため、基本的に召喚士のみが使える専門技術である。召喚士はエボンの教えに従い寺院を回って修練を積み、いずれザナルカンドにて「究極召喚」を得て『シン』を倒すことを使命としており、スピラの人間の期待を一身に背負っている。そのため召喚士は旅を世界規模で応援され優遇されるが、旅を途中で諦めた召喚士への風当たりは強いとドナは評していた。旅に同行して護衛する者をガードと呼び、基本的に1人の召喚士に対し一人以上のガードが付く。
召喚獣は、召喚士が祈り子と交感してその力を借り受けた存在。そこには前述した「強い意思を持ったまま幻光虫を拡散させると魔物になる」というスピラ特有の自然現象が影響する。
本来、生物が強い意思を持ったまま幻光虫が拡散した場合、自我を失い魔物となる。しかし召喚獣を呼び出す「召喚」の原理には、「エボンの秘術」により人間を祈り子像という特殊な方法で保存し、内部で眠り続ける祈り子とし、召喚士の精神感応能力で彼らが見続けている夢（想い）を、召喚士の精神力を用いて幻光虫と結びつかせることで実体化した特殊な魔物=召喚獣として使役する。祈り子のいわれは不明だが、どれも非常に強い意思を持っている。祈り子は夢を見続ける存在で、夢の内容と祈り子となった人物の容姿性格が召喚獣に反映される。
召喚士の意思に反応する以外は、魔物と同じく血肉を持たない幻光体で、一定の外部攻撃によって肉体を構成する幻光虫は拡散する。ただし力の源=夢見る本体（祈り子像）は無事であるため、何度でも召喚士により実体が再構築される。
別の召喚士が同じ召喚獣を使役することができるが、同じ召喚獣は1カ所にしか姿を現さない。物語中でユウナとベルゲミーネやイサールがお互いに召喚獣を操って戦うシーンがあるが、このシーンでは相手が召喚した召喚獣をユウナが呼ぶことはできない。

#### 祈り子
エボンの秘術によって人の魂を取り出し像に封印したもの。召喚に必要な「夢」を提供し、それが幻光虫と結びつくことで「召喚獣」として具現化する。即ち召喚獣とは彼らの反映でもある。元々はザナルカンドの技術であり、祈り子像は戦闘用に生み出された。しかし機械戦争の後、ベベル及びエボン寺院（エボン教）がその技術を手にした。1000年前に生み出された祈り子や「シン」を討伐するために祈り子になった者もおり、彼らの祈り子像はエボン教の者たちによって各寺院に安置されている。祈り子たちはスピラと夢のザナルカンドを行き来し、それぞれが余生を送っていたがシンの破壊活動などについては無頓着であった。しかしジェクトがシンになってしまったのは彼らに衝撃を与え、「夢」を見るのをやめることを考えるようになった。

### 『シン』
『シン』（Sin : 罪）はスピラにおける最大の魔物であり、街や村を襲い殺戮を繰り返す、絶対の脅威。約1000年前の機械戦争の最中に突如現れたとされ、当時の発達した機械文明を破壊し尽くした。本作における主人公たちの最終目標は、この『シン』を倒すことである。
巨大な鯨のような姿をしており、海中を移動する事が多いが、地上を歩く事や重力を操り飛行する事も可能。この重力を操る力でバリアのようなものを張ったり、津波や嵐といった自然災害を発生させたり、空間を歪めるほどの強力な重力波を発生させ、宇宙からも跡が確認できるほどの破壊を行う事などが可能。加えて、負った傷を瞬時に回復する再生力を持ち、どの時代の武器でも致命傷にはならず、それが「究極召喚」以外で『シン』を倒すことはできないとされる所以になっている。自らの体の一部（ウロコや皮膚など）を切り離しコケラと呼ばれる魔物として放出することがあるが、このコケラも重力を操る能力を持つことが多い。『シン』は離れていてもコケラを自身の一部のように感じ取れるのか、コケラを回収しに同じ地に訪れるという行動も確認されている。
歴史上では、『シン』は5回にわたり究極召喚を使用した召喚士に倒されているが、いずれもその数年後に再び現われている。この『シン』のいない数年間をナギ節（ナギせつ）と呼ぶ。ナギ節を作り上げた召喚士は大召喚士として人々に崇められ、ナギ節もそれを築いた大召喚士の名前を戴き「ブラスカのナギ節」「オハランドのナギ節」などと称される。人々はナギ節を大いに祝うが、その影には必ず『シン』の復活を恐れる心が潜んでおり、人々が完全に『シン』から解放されることはない（この永劫の繰り返しを「螺旋」として見立てたのが「スピラ（ラテン語で『螺旋』の意）」の語源である）。それでも召喚士は、エボンの教えを信じて自分のもたらすナギ節が永遠に続く、すなわち「永遠のナギ節」になること、そうでなくても人々に一時の安息をもたらすことを願って、究極召喚を求め旅を続け、『シン』に怯える人々の希望となっている。作中では召喚士のユウナに期待を寄せている人々が多い。
『シン』の正体は、召喚士エボンが夢のザナルカンドとエボン=ジュ自身を守るために作り出した鎧のような存在である。基礎的な生誕方法と性質は一般の召喚獣と変わりないが、幻光体に使用する幻光虫の量は他に類を見ないほど膨大である。これはその中心にいるエボン=ジュが、強力な重力魔法により多くの幻光虫を集めているためである。このためダメージを与えてもすぐに幻光虫が集められ、治癒してしまう。究極召喚獣が『シン』を倒せると言われているのは、この幻光虫を分解させられるからである。
初代『シン』を除いた『シン』の核は、先代の『シン』を倒した究極召喚獣（後述）であり、究極召喚獣により『シン』が分解されエボン=ジュが剥き出しとなった瞬間に、エボン=ジュは目の前の究極召喚獣を幻光虫レベルで吸収し再構築、新たな『シン』に作り変えてしまう。その時点では、先代よりも幻光虫の量が圧倒的に少なくひ弱であるため、一時的に破壊行動を止めて人々の前から姿を消し幻光虫を集める。この『シン』による破壊が起きなくなる期間が「ナギ節」である。エボン=ジュに乗り移られた究極召喚獣は、少なくともしばらくの間は人間の意識を持ち、ある程度は『シン』の行動に干渉できるようだが、『シン』の本能的な破壊活動自体を防ぐことは出来ず、時間と共に人の意識は消えうせ、心の底まで『シン』となってしまう。
『シン』の破壊活動の根底には、かつてザナルカンドを滅亡に追いやった機械戦争が関係する。ザナルカンドの長だったエボンは、ベベルによるザナルカンド滅亡が決定的となった際、召喚技術で作ったザナルカンド=「夢のザナルカンド」を遺すために『シン』を作り、自らはその中心でエボン=ジュという存在になった。『シン』は自身の脅威となる強大な機械文明を排除するため、人が集まり活気のある街や村、強大な機械を発見すると自動的に破壊する。そこには悪意も善意もなく、ただ「夢のザナルカンドを召喚し守り続ける」という意志だけが存在している。エボン寺院の一部はこの事を知っているが公にせず、単に機械を使っていたことが『シン』による破壊、すなわち「人々の罪に対する罰」の原因とだけ民衆に説いてきた。この「人間が犯した罪」とは何なのか具体的には明らかにされていない（寺院側が意図的に曖昧化している）。終盤ではティーダたちによって『シン』は撃墜され、ベベルに向けて落下。都市部に甚大な被害が起こった。
『シン』は「夢のザナルカンド」とスピラを自由に行き来することができる。肉体が幻光虫で構成された存在ならば、『シン』に乗って「夢のザナルカンド」とスピラを行き来することができるので、ジェクト親子と死人となったアーロンはこの方法でスピラへとやってきた。

### 究極召喚と究極召喚獣
エボン寺院が『シン』を倒せる唯一の方法として民衆に説いている秘法。主人公たちはこの力を求め旅に出ることになる。
基本的な仕組みは一般の召喚と同じだが、その発動のためには召喚士と祈り子の間に強い絆が必要であり、絆を持たない者達では、呼び出すことは出来ても本領は発揮できない。
エボンの教えでは、ユウナレスカはゼイオンと協力して行った究極召喚により『シン』を倒したとされているが、正しくはユウナレスカが自分と強い絆を持つゼイオンを究極召喚獣の祈り子としたのである。召喚士がガードを連れて寺院を巡り修練を積む旅も、ガードとの間に強い絆を作り、ザナルカンド遺跡でそのガードを究極召喚の祈り子にするためのもの。
作中では「究極召喚を行うと死ぬ」と言われているが、厳密には異なる。事実、シーモアは自らの究極召喚であるアニマを召喚しても死ぬことはなかった。
強い絆によって召喚士と同調した究極召喚獣は、幻光体を分解する力を得、『シン』を形作る幻光虫を分解する。しかし、エボン＝ジュはその途端、当の究極召喚獣に乗り移って新たな『シン』に作り変え、究極召喚獣に激しい苦しみを与えることとなる。同調していた召喚士はその衝撃に耐え切れず命を失うこととなる（つまり召喚士が死に至る直接的な原因は、究極召喚そのものではなくエボン＝ジュにある。またこの衝撃が召喚士にも伝わる理由は、究極召喚獣との絆が強いため）。よって究極召喚は、『シン』を倒すと同時に新たな『シン』を招くものであり、『シン』（正確にはエボン＝ジュ）を倒すことはできない。新たな『シン』が誕生するまでは数年掛かるためこの時期がナギ節と呼ばれている。スピラの民や召喚士たちにはこのことは知らされておらず、寺院関係者でも完全な形で知っている者はほとんどいない。
そのため『シン』を決して倒すことができず、召喚士とガードの犠牲が延々と続く『死の螺旋』が形成されてしまっている。本作の世界である『スピラ』とはそのまま「螺旋」からきている。
究極召喚獣として現存している唯一の例であるアニマは、絆の持ち主であるシーモア以外の者が『シン』に使用しても分解能力は発動せず、あるいはシーモア当人が意図的に絆の力を使用しなければ、通常の召喚魔法として使うことが可能である（前者はユウナやベルゲミーネが使う場合、後者はルカでシーモアが呼んだ場合やティーダたちとシーモアが初めて戦う場合が該当する）。これらの場合においては、『シン』を分解する力を発揮することもなく、召喚した者が落命することもない。アニマの固有技の「ペイン」は究極召喚獣としての分解能力の一端である。

### スピラの種族や地理

#### スピラに登場する種族
本作にはヒトと呼ばれる、いわゆる普通の人間の他に、以下の亜人種が登場する。
ロンゾ族（Ronso）
エボン寺院の霊山であるガガゼト山を守る、青い肌と獣のような風貌を持つ種族。非常に体格が良く、成人では小柄な者でも2m以上になる。男性は額に角があり、成長期に一度だけ生え替わる。それ以降は生え替わらないため、これを折られることは最大の屈辱とされる。誇り高く、裏切り者には容赦しない種族である。
グアド族（Guado）
雷平原のそばにあるグアドサラムを本拠地とする。幻光虫の扱いに長けており、異界と繋がる道がグアドサラム内にあることから異界の守護者を自称している種族。それゆえプライドが高く、他種族を格下とみなす傾向がある。風にもなびかない植物のように固まった頭髪が特徴。体格も細身であり、顔だちも男女の区別がつきにくい。
アルベド族（Al Bhed）
族長であるシドがビーカネル島のサヌビア砂漠に作ったホームに多くが住んでいる。金色の髪と渦巻きのような模様を持つ翠眼が特徴的。機械を使うこととエボンの教えに強い反感を持っていることを理由に寺院から弾圧されている。言語は基本的には日本語の五十音を一定のパターンで入れ替えた暗号的な言語“アルベド語”であるが、一部の者は共通語も解する。世界各地には全26巻からなる「アルベド語辞書」が存在しており、ゲーム中においてこの辞書を入手することで全文字の対応関係を解読して表示することができる。合理的で商才に長けるのも特徴のひとつ。アルベド語は辞書を入手するまで青文字の片仮名で表記され、辞書を入手して対応関係を学習した文字は五十音に復号されたうえで赤文字の平仮名で表記される。
ペルペル族（Pelupelu）
くちばしのような飾りを付けていて、大人でもかなり小柄。早口だが、本作では声優はなく、『X-2』に登場するトーブリで早口を聴くことができる。
ハイペロ族（Hypello）
声 - 諏訪部順一
青い肌でカエルが擬人化したような姿をしている。象のような巨大な生物シパーフを扱う。泳ぎが得意。のんびりとした口調で話す。外見だけでは男女の区別がつかない。

#### スピラに登場する地理
スピラには1つの大きな大陸といくつかの島が存在する。
ザナルカンド
大陸の最北端に位置する、1000年前の戦争で滅亡した都市。ザナルカンド遺跡とも呼ばれる。深部にはエボン＝ドームと呼ばれている巨大な建物があり、その奥でユウナレスカが究極召喚を使うに値する召喚士を待っている。ザナルカンドは幻光虫の濃度が高く、特に濃度が高いエボンドームでは建物自体が巨大なスフィアの役割を果たし、過去の人間の思念や映像が訪れる者に干渉されて映し出されることがある。
夢のザナルカンド
スピラのどこかに存在する、繁栄時の面影をそのまま残したザナルカンド。1000年前のザナルカンドに住んでいた住民達を祈り子として、召喚士エボンが住民や街ごと召喚した「理想のザナルカンド」。1000年前のザナルカンドに存在したはずの召喚技術などが見当たらないなど、1000年前のザナルカンドに忠実に再現している訳ではなく、脅威や不都合はエボンにより排除されている。ただし、少々ながら魔物はいたとのこと（それだけに見かけたら、大事件らしい）。基本的に時間の進み方はスピラと同じで人の移り変わりもあるが、記憶や人間の消去により召喚された時の文明のまま存在し続ける。
以下、ザナルカンドを南下する順で各地を説明する。
ガガゼト山
ザナルカンドへの最終関門となる雪山。ロンゾ族が住む。
ナギ平原
歴代の大召喚士達が『シン』と戦った広大な平原。至る所に戦いの爪痕が残る。ここで『シン』を倒してナギ節が訪れることから、自然とナギ平原と呼ばれるようになった。片隅に『シン』に破壊され放棄された寺院と、ある寺院から盗まれた祈り子が隠された洞窟がある。また、以前は討伐隊の訓練場として使われていた施設も存在する。
ベベル
エボン教の中心都市であり、スピラで最も大きい都市。中心に聖ベベル宮がそびえたつ。エボン教の中心でありながら禁止している機械を、裏では使用している。また、ベベル民と老師以外は許可なく入ることが許されない禁断の街となっている。
マカラーニャ
幻想的な森と凍り付いた湖を持つ。マカラーニャ＝エボン寺院への通り道となる。また、祈り子が眠りについた後は消滅してしまう。
ビーカネル島
アルベド族の本拠地（ホーム）がある孤島。地表の大部分が砂漠である。片隅にはサボテンダーが棲む地帯があり、そこは激しい砂嵐により外界と隔絶されている。
オメガ遺跡
700年前に処刑されたエボンの反逆者オメガが、魔物と化して棲みついているという地下遺跡。
雷平原
絶えず落雷が発生する平原。直撃を受けてもHPは減少しない。正式名称は「ガンドフ雷平原」。それでもアルベド族の貢献により昔よりは安全になったが、アルベド族の功績であるが故に正当な評価はされていない。シンを倒した後は雷が落ちなくなる。
グアドサラム
グアド族の本拠地。死者の想いが集まる異界につながっており、生者が異界にお参りに行くことも可能だが、呼び出された死者は喋ることができず会話はできない。
幻光河
幻想的な雰囲気を漂わせる大河。川底に昔の文明の遺跡が沈んでいる。シパーフに乗って河を渡ることができる。
ジョゼ
ベベルに次ぐ古い歴史を持つ寺院を持つ。ジョゼ＝エボン寺院の至る所に電光が走っている。
キノコ岩街道
ルカからジョゼに至る路の一部。キノコの傘のような形に重なり合った岩肌が特徴。
ミヘン街道
ルカからジョゼに至る路の一部。かつて赤斬衆（現在の討伐隊）を作ったミヘンが、その意義を寺院に語るために歩んだ道。現在使われている街道とは別に、旧街道が存在する。
海の遺跡
ジョゼ大陸南西の海底に沈む遺跡。かつてバージ＝エボン寺院として栄えたが、数十年前に『シン』によって破壊された。スピラに渡ったティーダが最初に漂着する。
ルカ
スピラで2番目に大きな都市。港町として栄えており、ビサイドとキーリカを結ぶ船が運航されている。スピラ唯一のブリッツボールのスタジアムも存在し、大会のときは大きな賑わいを見せる。
キーリカ島
涼しげな水辺と茂るジャングルの島。島民は海上に木造の住居を設けて生活している。ジャングルの奥にキーリカ＝エボン寺院が存在する。
ビサイド島
ジャングルの合間に流れ落ちる滝が美しい島。島の中心に小さな村が存在し、村人はテントのような住居で生活している。また、ビサイド＝エボン寺院も村内に存在する。ここに流れ着いた主人公は仲間たちと共に旅立つこととなる。

### ブリッツボール
ブリッツボールは本作の世界において最も人気のあるスポーツである。スフィアプールと呼ばれる球形のプールで、6人からなる2つのチームが得点を争う。選手達のぶつかり合いも激しく、水中格闘球技の異名を持つ。
ゲーム中ではルカに着いた時にイベントとして発生する（イベントバトルの勝敗でその後のイベントにちょっとした違いが生じる）他、このイベント以降ごく一部の時期を除きいつでもプレイすることが可能。各キャラクターには60あるアビリティのうちどれを覚えることができるか、また覚えるためにどのアビリティを獲得する必要があるか（各キャラクター毎に3つのキーアビリティが設定されており、その中のどれを習得する必要があるか）が設定されている。ティーダが属するビサイド・オーラカに限り、世界各地にいる優秀な選手をスカウトして自軍の戦力とすることが可能。スカウトが可能な人物に□ボタンで話しかけるとレベルや契約金などのパラメータが表示される。アビリティは試合中に相手チームがそのアビリティを使う瞬間にその動きを習得するか、リーグ戦およびトーナメント戦の賞品として獲得する。習得できるアビリティの数が一番多いのはティーダ（専用アビリティ2つを含む59）で、その後ワッカ（専用アビリティ1個を含む58）・ジュマルおよびキーリカ・ビーストのメンバー全員（ティーダ及びワッカの専用アビリティを除く57のアビリティを習得できる）と続く。テクニックを憶えるまではハードルがやや高く、本編やバトルとは独立した相当のやり込み要素となっている。ワッカの七曜の武器を最終段階まで強化するためにはブリッツボールを数十回と繰り返さなければならない。
本作のスピラでは、以下に挙げる6つのチームが登場する。
ビサイド・オーラカ
ビサイド島のチーム。トーナメントでは初戦敗退の常連（23連敗）。
キーリカ・ビースト
キーリカ島のチーム。大召喚士オハランドを崇拝している。パラメータの初期値では弱い方に属するが成長幅は大きい。
ルカ・ゴワーズ
ルカに本拠を構えるチーム。イベントバトルで必ず対戦する。作中では最強と囁かれているが、ゲーム中の能力値ではアルベドに劣る上、チームメンバーのパラメータ成長幅も小さくレベルが上がるとキーリカ・ビーストにも劣るパラメータとなる。
アルベド・サイクス
アルベド族で構成されたチーム。イベントでデフォルトのビサイド・オーラカに敗れているが、実際は鉄壁のキーパーを筆頭に各ポジションに好選手を揃えた最強レベルのチーム。
ロンゾ・ファング
ロンゾ族のチーム。体力と強靭なフィジカルが特長だが、移動速度は遅く選手全員で追い掛け回した挙句フリーでパスされることもしばしば。
グアド・グローリー
グアド族のチーム。体力は低いが、素早い身のこなしとパスワークを持つ。
物語では「ザナルカンド・エイブス」と「ザナルカンド・ダグルス」という2つのチームが夢のザナルカンドに存在することが語られている。しかし、このチームが過去に実際存在したものなのか、それとも架空の「夢」なのかは明らかになっていない。
ブリッツボールは、大召喚士オハランドがかつてその選手であったことや、民衆の目を『シン』から背けさせることができるなどの理由から、寺院が公認する唯一の娯楽となっている。差別を受けているアルベド族もブリッツのみは他の人種と同様に独立したチームとして参加しており、ブリッツボールはスピラ全土が一丸となって熱狂することのできる唯一の場であると言える。

## 歌舞伎

### 制作発表
スクウェア・エニックスとTBSは、2022年7月19日に本作をもとにした歌舞伎公演「新作歌舞伎ファイナルファンタジーX」を、2023年春に東京都江東区豊洲のIHIステージアラウンド東京を会場として上演することを発表した。企画・演出は尾上菊之助、共同演出は金谷かほり、脚本は八津弘幸、製作はTBSがそれぞれ担当し、尾上菊之助・中村獅童・尾上松也・中村梅枝・中村萬太郎・中村米吉・中村橋之助・上村吉太朗・中村芝のぶ・坂東彦三郎・坂東彌十郎などが出演することが明らかにされている。原作ゲーム『ファイナルファンタジーX』のプロデューサーの北瀬佳範は、歌舞伎化に際して「最初にこの話を頂いた時は“まさか”という半信半疑の気持ちでいっぱいでしたが、尾上菊之助様から直接、熱のこもった思いを伝えていただき大変感動したのを覚えています。大衆娯楽としては最後発のビデオゲームと日本の伝統芸能である歌舞伎とのコラボがどのような感動を生みだすのか。今からワクワクが止まりません」とコメントしている。

### 主な出演者
- 尾上菊之助 - ティーダ/チャップ役
- 中村獅童 - アーロン役
- 尾上松也 - シーモア役
- 中村梅枝 - ルールー役
- 中村萬太郎 - ルッツ/23代目オオアカ屋役
- 中村米吉 - ユウナ役
- 中村橋之助 - ワッカ役
- 尾上丑之助 - 幼少期のティーダ/祈り子役
- 上村吉太朗 - リュック役
- 中村芝のぶ - ユウナレスカ/ティーダの母親役
- 坂東彦三郎 - キマリ役
- 中村錦之助 - ブラスカ役
- 坂東彌十郎 - ジェクト役
- 中村歌六 - シド役
- 尾上菊五郎 - エボン＝ジュ役（声）
- 中村橋吾 - ヨウジンボウ 役

## その他
- ブラスカの時代における召喚士の姿を描いた書籍『ファイナルファンタジーX ワールドガイド エボンの教えとスピラの人々』（ISBN 4-7577-0608-1）がある。その内容はユウナが『シン』を倒した数十年後に執筆された書物という体裁で、3人の召喚士の旅と、ユウナ達の時代にスピラでよく読まれていた資料が収録されている。
- シリーズお馴染みの「プレリュード」に、ポップス的なアレンジで大規模に改変を加えている。お馴染みの8分音符ディレイに加えて、本作品で初めて上昇音形と下降音形のみの展開に手を入れて単純ループを破棄した点が大きい。これまでの路線とは大きく離れたテイストに仕上がっているが、後のシリーズでは元のテイストに戻されている。
- 開発中のタイトルは「セブンティーン」。17歳の少年少女が世界の流行り病を治す旅を続けるが、それこそが病を拡大する原因だったと気づき反乱を起こすという内容。初期にはSF的な世界にする構想もあったとのこと。
- PS2版では細かいところでPlayStation BB Unitのキャッシュ機能に対応しており、利用することで読み込み速度を大幅に上げることができた。

## 評価
本作は、FFシリーズ初のPS2向けソフトであり、最大の売りが「メインキャラクターのフルボイス」、綺麗な音楽やテーマソング、ストーリー中に挿入される高精細ムービーであった。
週間ファミ通クロスレビューでは、当時のシリーズ過去最高得点である39/40（10.9.10.10）を記録した。2001年1月に発売された『鬼武者』に続くミリオンセラーであり、初のダブルミリオンを達成したソフトである。『ファミ通』の「読者が選ぶ心に残るベストゲーム100」では他のFFシリーズ作品やドラゴンクエストシリーズなどを抑え1位を獲得した。
ファミ通1000号記念特集で行われた「読者が選ぶ 未来に伝えたいゲーム」では『スーパーマリオブラザーズ』、『ファイナルファンタジーVII』、『ドラゴンクエストIII そして伝説へ…』に次いで4位を、発売から10年以上経った2011年12月にも「泣けるゲームソフト20選」で1位を獲得した。
評論家の岡田斗司夫は、日本オタク大賞2001で本作について「ゲームをさせてくれない」「僕は戦闘がしたいのに、いつまで待てばいいんですか」「我慢してグラフィックを見ると、ご褒美にゲームをさせてもらえる」と苦言を呈している。
ゲームライターの前川一志は、ゲーム批評で本作について「作品内での『死と生』の表現が非常にいい加減」「世界観・設定自体が『物語』に厚みを持たせるための要素を根本から奪い去っている」と酷評している
。

### 受賞歴
- 2001年　VIDEO GAME AWARDS 2001（米GameSpot主催）　ベストストーリー賞、ベストRPG賞
- 2002年　PlayStation Awards 2002　ダブルプラチナ[32]
- 2002年　PlayStation GrandPrix 2002　グランプリ（ユーザー部門、販売店部門、ソフトメーカー部門、ゲーム専門誌部門　4冠独占）
- 2002年　第6回 CESA GAME AWARDS　最優秀賞[33]
- 2014年　ファミ通アワード2014　ゲームメディアアワード（HDリマスター版）
- 2014年　PS Awards 2014　20周年記念ユーザーズチョイス賞（HDリマスター版）
- 2024年　PlayStation® Partner Awards 2024 Japan Asia　PlayStation 2 Generations賞[34]

### アンケート・企画
- 2006年　ファミ通「読者が選ぶ心に残るベストゲーム100」　1位
- 2007年　オリコン「今までで最もストーリーに感動したゲームソフト」　1位
- 2008年　ファミ通1000号記念特集「読者が選ぶ 未来に伝えたいゲーム」　4位
- 2009年　オリコン「今までプレイした中で、最も泣いたゲーム」　1位
- 2011年　ファミ通「泣けるゲームソフト20選」　1位
- 2019年　ファミ通「平成のゲーム 最高の1本」　7位
- 2020年　全ファイナルファンタジー大投票　作品部門　1位

## 主なスタッフ
- エグゼクティブプロデューサー - 坂口博信
- プロデューサー - 北瀬佳範
- イベントディレクター - 鳥山求
- バトルディレクター - 土田俊郎
- マップディレクター - 中里尚義
- サウンドプロデューサー / 音楽 - 植松伸夫
- 音楽 - 浜渦正志、仲野順也
- ゲームサウンドエディター - 神谷智洋
- キャラクターデザイン - 野村哲也
- メインキャラクタープログラマー - 杉本浩二
- メインイベントプログラマー - 片野尚志
- シナリオ - 野島一成
- シナリオプランナー - 渡辺大祐
- イメージイラストレーション / タイトルロゴデザイン - 天野喜孝
- アートディレクター - 直良有祐
- バトルアートディレクター - 高井慎太郎

## 主題歌
「素敵だね」
作詞：野島一成、作曲：植松伸夫、編曲：浜口史郎、歌・RIKKI （奄美の島唄をバックボーンに持つ女性歌手）
欧米版、欧州版でも日本版と同様に流れる。また、当ゲーム発売時期の前後に、「MBCニューズナウ(MBC NEWS NOW、鹿児島のニュース番組)」でも起用された。

## 音楽

### FINAL FANTASY X ORIGINAL SOUNDTRACK
| DISC1 1. 「全部話しておきたいんだ」 2. ザナルカンドにて 3. プレリュード 4. ティーダのテーマ 5. Otherworld 6. 急げ!! 7. これはお前の物語だ 8. 不気味 9. ノーマルバトル 10. 勝利のファンファーレ 11. ゲームオーバー 12. 夢も希望もありません 13. 暗躍 14. 海底遺跡 15. チイはアルベド族 16. 敵襲 17. ブリッツに賭けた男達 18. ビサイド島 19. スピラの情景 20. 祈りの歌 21. 幻想 22. 試練の間 23. 祈りの歌・ヴァルファーレ 24. 召喚 25. 大召喚士の娘 26. おやすみ | DISC2 1. ユウナのテーマ 2. 萌動 3. 異界送り 4. 嵐の前の静けさ 5. 祈りの歌・イフリート 6. ルカ 7. マイカ総老師歓迎 8. 不撓の決意 9. The Splendid Performance 10. 対峙 11. Blitz Off 12. アーロンのテーマ 13. ミヘン街道 14. ブラス de チョコボ 15. 旅行公司 16. 通行を許可します 17. シーモアのテーマ 18. 宵闇 19. ジョゼ寺院 20. 祈りの歌・イクシオン 21. シパーフ乗るぅ? 22. リュックのテーマ 23. グアドサラム |

| DISC3 1. 雷平原 2. ジェクトのテーマ 3. マカラーニャの森 4. 霧海 5. 寺院楽隊 6. シーモアの野望 7. 祈りの歌・シヴァ 8. 迫りくる者たち 9. 灼熱の砂漠 10. 危機 11. 明かされた真実 12. 発進 13. 結婚式 14. 襲撃 15. 悲劇 16. 私は飛べる 17. 浄罪の路 18. 祈りの歌・バハムート 19. 審判の時 20. 父を殺めた男 21. 素敵だね (RIKKI) | DISC4 1. ユウナの決意 2. ルールーのテーマ 3. 勇ましく進め 4. 祈りの歌・ようじんぼう 5. 極北の民 6. 祈りの歌・ロンゾ族 7. 彷徨の炎 8. いつか終わる夢 9. 祈りの歌・ユウナレスカ 10. 挑戦 11. 深淵の果てに 12. 暗澹 13. 祈りの歌・スピラ 14. 死人が笑う 15. シーモアバトル 16. 祈りの歌・アニマ 17. 召喚獣バトル 18. 決戦 19. Ending Theme 20. 「思い出してください」 21. 素敵だね （オーケストラ・バージョン） (RIKKI) |

一部を除きルカシアターでも聴くことが可能。

### FINAL FANTASY X HD Remaster Original Soundtrack
HDリマスター版の発売に合わせ、Blu-ray Disc Music（BDM）仕様となっており、楽曲を聴きながら設定画などを観ることができる。また、上記のサウンドトラックでは収録されなかった曲（ルカシアターでは聴ける）が3曲収録されている（トラック92〜94）ほか、ボーナストラックとして、続編である『FFX-2』の曲も一部収録されている（トラック95〜）。なお、曲名に「(Arranged)」を付しているものは、HDリマスターにあたってリアレンジされたものである。
1. 「全部話しておきたいんだ」
2. ザナルカンドにて (Arranged)
3. プレリュード (Arranged)
4. ティーダのテーマ (Arranged)
5. Otherworld
6. 急げ!! (Arranged)
7. これはお前の物語だ (Arranged)
8. 不気味 (Arranged)
9. ノーマルバトル (Arranged)
10. 勝利のファンファーレ (Arranged)
11. ゲームオーバー (Arranged)
12. 夢も希望もありません (Arranged)
13. 暗躍 (Arranged)
14. 海底遺跡 (Arranged)
15. チイはアルベド族 (Arranged)
16. 敵襲 (Arranged)
17. ブリッツに賭けた男達 (Arranged)
18. ビサイド島 (Arranged)
19. スピラの情景 (Arranged)
20. 祈りの歌
21. 幻想 (Arranged)
22. 試練の間
23. 祈りの歌・ヴァルファーレ
24. 召喚
25. 大召喚士の娘
26. おやすみ (Arranged)
27. ユウナのテーマ (Arranged)
28. 萌動 (Arranged)
29. 異界送り
30. 嵐の前の静けさ (Arranged)
31. 祈りの歌・イフリート
32. ルカ (Arranged)
33. マイカ総老師歓迎 (Arranged)
34. 不撓の決意 (Arranged)
35. The Splendid Performance
36. 対峙 (Arranged)
37. Blitz Off (Arranged)
38. アーロンのテーマ (Arranged)
39. ミヘン街道 (Arranged)
40. ブラス de チョコボ (Arranged)
41. 旅行公司 (Arranged)
42. 通行を許可します (Arranged)
43. シーモアのテーマ (Arranged)
44. 宵闇 (Arranged)
45. ジョゼ寺院
46. 祈りの歌・イクシオン
47. シパーフ乗るぅ?
48. リュックのテーマ (Arranged)
49. グアドサラム (Arranged)
50. 雷平原 (Arranged)
51. ジェクトのテーマ (Arranged)
52. マカラーニャの森
53. 霧海 (Arranged)
54. 寺院楽隊 (Arranged)
55. シーモアの野望 (Arranged)
56. 祈りの歌・シヴァ
57. 迫りくる者たち (Arranged)
58. 灼熱の砂漠 (Arranged)
59. 危機
60. 明かされた真実 (Arranged)
61. 発進 (Arranged)
62. 結婚式 (Arranged)
63. 襲撃 (Arranged)
64. 悲劇 (Arranged)
65. 私は飛べる (Arranged)
66. 浄罪の路
67. 祈りの歌・バハムート
68. 審判の時
69. 父を殺めた男
70. 素敵だね (RIKKI)
71. ユウナの決意 (Arranged)
72. ルールーのテーマ
73. 勇ましく進め
74. 祈りの歌・ようじんぼう
75. 極北の民 (Arranged)
76. 祈りの歌・ロンゾ族
77. 彷徨の炎 (Arranged)
78. いつか終わる夢 (Arranged)
79. 祈りの歌・ユウナレスカ
80. 挑戦 (Arranged)
81. 深淵の果てに
82. 暗澹 (Arranged)
83. 祈りの歌・スピラ
84. 死人が笑う (Arranged)
85. シーモアバトル (Arranged)
86. 祈りの歌・アニマ
87. 召喚獣バトル (Arranged)
88. 決戦 (Arranged)
89. Ending Theme
90. 「思い出してください」
91. 素敵だね （オーケストラ・バージョン） (RIKKI)
92. おまけ1
93. おまけ2
94. おまけ3
95. 久遠 〜光と波の記憶〜
96. ユリパファイト No.1
97. ユリパファイト No.3
98. お熱いのをくれてやるよ
99. ビサイド
100. 青年同盟
101. ユウナのバラード
102. 異界の深淵
103. ヴェグナガン起動
104. エピローグ 〜再会〜

### ファイナルファンタジーX ボーカル・コレクション
ゲーム本編には描かれない、ザナルカンド遺跡でユウナレスカを倒した後の各メインキャラクターの心境を表した一人語り（あるいは対話）と、それぞれの歌（いわゆるキャラクターソング）で構成されているアルバム。モノローグの随所に挿入されている効果音からもわかるように、場所は飛空艇である。だがメインキャラクターの中でもルールーのソロ曲は存在せず、キマリは対話のみの参加で歌を歌っていない。アーロンも歌の扱いになっているものの、実際は詩の朗読である。現在このアルバムはデジキューブの倒産に伴い、廃盤になっている。
1. monologue 〜ユウナ〜
2. 涙のあとに （ユウナ:青木麻由子）
3. monologue 〜ティーダ〜
4. A Ray of Hope （ティーダ:森田成一）
5. dialogue 〜ティーダ、ワッカ〜
6. And On We Go （ティーダ:森田成一、ワッカ:中井和哉）
7. monologue 〜リュック〜
8. Get Happy! （リュック:松本まりか）
9. dialogue 〜ユウナ、リュック、ルールー〜
10. All The Way （ユウナ:青木麻由子、リュック:松本まりか、ルールー:夏樹リオ）
11. monologue 〜アーロン〜
12. 螺旋 （アーロン:石川英郎）
13. epilogue 〜ティーダ、ユウナ、リュック、ルールー、ワッカ、キマリ〜
14. feel-Remix （ユウナ:青木麻由子）

### feel / Go dream
2001年8月に都内のスタジオでCDの収録が行われた。植松信夫のプロデュースのもと、森田成一と青木麻由子が、ゲームで使用されたBGMのアレンジ曲にのせて、「FF10」の世界を歌いCDにデビューする。2001年10月11日にデジキューブからリリースされている。

### 素敵だね featured in FINAL FANTASY X
1. 素敵だね featured in FINAL FANTASY 10
2. 御月様 〜ウティキサマ〜
3. Pure Heart
4. 素敵だね featured in FINAL FANTASY 10 (Instrumental)

### PIANO COLLECTIONS/FINAL FANTASY X
1. ザナルカンドにて
2. ティーダのテーマ
3. ビサイド島
4. 祈りの歌
5. 旅行公司
6. リュックのテーマ
7. グアドサラム
8. 雷平原
9. 襲撃
10. 浄罪の路
11. 素敵だね
12. ユウナの決意
13. 極北の民
14. 決戦
15. Ending Theme